# Inowrocław
Inowrocławⓘ (niem. Jungbreslau, Hohensalza) – miasto w Polsce położone w województwie kujawsko-pomorskim, siedziba powiatu inowrocławskiego i gminy wiejskiej Inowrocław.

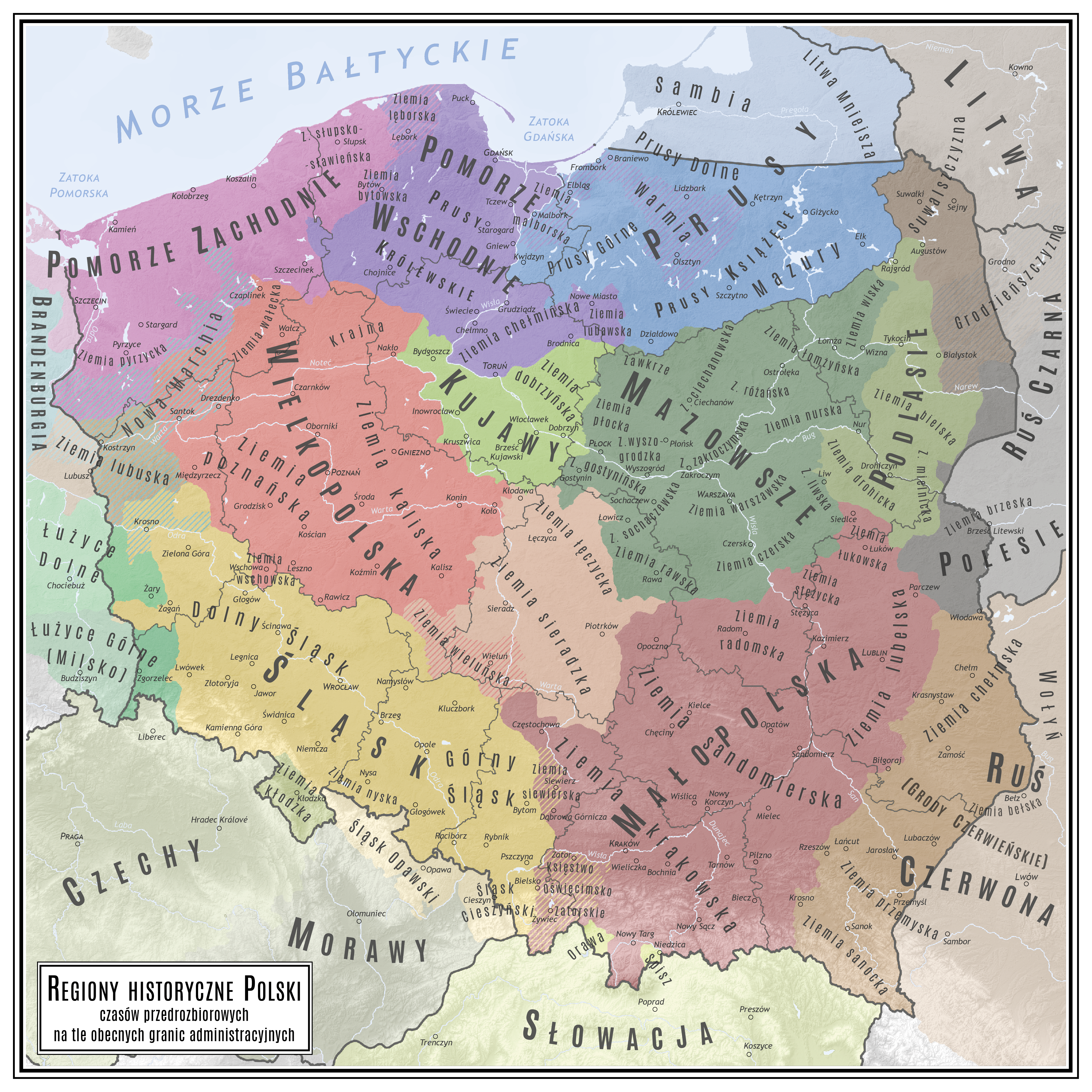
Inowrocław, Kujawy i inne krainy historyczne Polski na tle współczesnych granic administracyjnych

Według danych GUS z 31 grudnia 2022 roku, Inowrocław liczył 67 378 mieszkańców i był pod względem liczby ludności 5. (po Bydgoszczy, Toruniu, Włocławku oraz Grudziądzu) miastem w województwie kujawsko-pomorskim, a także 51. spośród najludniejszych miast w Polsce. Natomiast pod względem gęstości zaludnienia zajmuje 1. miejsce w województwie kujawsko-pomorskim (32. w Polsce).
Patronką Inowrocławia jest Królowa Jadwiga.

## Charakterystyka
Miasto posiada status uzdrowiska. Funkcjonują tutaj sanatoria, domy uzdrowiskowe i tężnia solankowa. Bogate złoża soli kamiennej, wydobywane były tutaj od czasów starożytnych do lat osiemdziesiątych dwudziestego wieku, kiedy zamknięto ostatnią inowrocławską kopalnię soli „Solino”. W mieście rozlewa się także wysoko zmineralizowaną wodę „Inowrocławianka”, która jest podobno najbardziej słoną sprzedawaną wodą pitną w Polsce. Miasto jest również garnizonem wojskowym.
Inowrocław jest istotnym węzłem kolejowym i drogowym oraz wielobranżowym ośrodkiem przemysłowym, usługowym i uzdrowiskowym. Od 2013 roku w granicach miasta znajdują się miejsca pod inwestycje Pomorskiej Specjalnej Strefy Ekonomicznej. Zrzeszony w Związku Miast Polskich.
W roku 2019, w raporcie PAN „Aktualizacja delimitacji miast średnich tracących funkcje społeczno-gospodarcze (powiększających dystans rozwojowy)”, uznany został za „miasto kryzysowe”, w związku z silnym powiększaniem dystansu do bardziej rozwiniętych ośrodków i złą sytuacją społeczno-gospodarczą.

## Położenie
Miasto królewskie Inowrocław, lokowane w latach 1231–1267, położone było w XVI wieku w województwie inowrocławskim. Miejsce popisów szlachty województwa inowrocławskiego I Rzeczypospolitej. Miasto obrad sejmików elekcyjnych województwa inowrocławskiego od XVI wieku do pierwszej połowy XVIII wieku. W latach 1975–1998 miasto administracyjnie należało do województwa bydgoskiego.
Inowrocław położony jest nad Kanałem Noteckim. Pod względem historycznym miasto znajduje się na Kujawach i uznawane jest za stolicę Kujaw Zachodnich. Tradycyjnie nazywane jest miastem na soli.

## Warunki naturalne

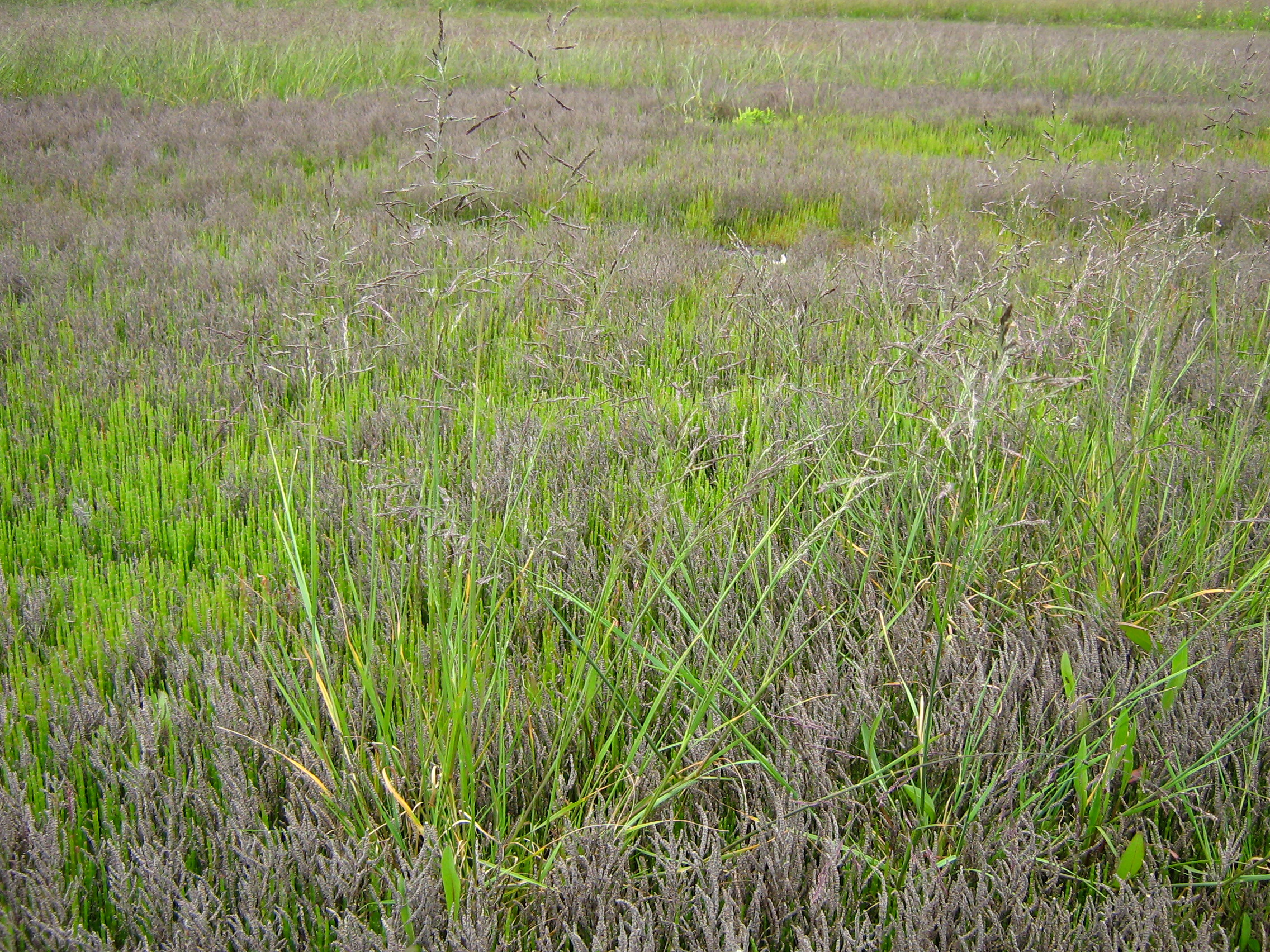
Antropogeniczne solnisko w Inowrocławiu, w dzielnicy Mątwy.

Inowrocław położony jest na wysoczyźnie morenowej, na Równinie Inowrocławskiej oraz częściowo na Pojezierzu Żnińsko-Mogileńskim, stanowiących północno-wschodnią część Pojezierza Wielkopolskiego. Historyczne centrum góruje nad okolicą, osiągając maksymalną wysokość 109 m n.p.m. Wzniesienie powstało poprzez wypiętrzanie się wysadu solnego. Najniżej położona jest południowa dzielnica miasta Mątwy, znajdująca się w dolinie Noteci.
Inowrocław leży w strefie klimatu umiarkowanego ciepłego przejściowego, ze średnią roczną temperaturą 8,2 stopni Celsjusza. Średnie opady roczne (około 500 mm) należą do najniższych w Polsce. Cechą charakterystyczną miasta górującego nad okolicą są częste, słabe wiatry, zwłaszcza z kierunku południowo-zachodniego, i znaczna zmienność pogody. Okoliczne gleby to głównie bardzo żyzne czarne ziemie, niemniej brak lasów w bezpośrednim sąsiedztwie Inowrocławia przyczynia się do tzw. stepowienia tego obszaru. Osobliwością jego flory są liczne halofity.

## Historia

### Starożytność i Polska przedrozbiorowa
Badania archeologiczne potwierdzają miejscowe osadnictwo od neolitu (kultura amfor kulistych), poprzez epoki brązu i żelaza (kultura łużycka, kultura halsztacka, kultura jastorfska, kultura lateńska) do okresu wpływów rzymskich (kultura przeworska). W I w. p.n.e. istniejące osady na terenie dzisiejszego miasta i jego okolic rozwijały się dzięki ożywionej wymianie handlowej z Celtami, a od I do V w. n.e. – z Rzymianami. Sprzyjał temu przebiegający tutaj szlak bursztynowy. Miejscowa ludność prowadziła dalekosiężną wymianę handlową, sprzedając sól i wyroby rzemieślnicze z bursztynu, kamieni i poroża. Od czasów kultury łużyckiej niezmiennie ważną rolę odgrywało rolnictwo, mniejszą: łowiectwo i rybołówstwo..
W XI wieku teren ten stanowił dość zwarty kompleks osadniczy, rozwijający się dzięki solowarstwu, produkcji rzemieślniczej i rolnictwu. Pierwsza wzmianka o Inowrocławiu pochodzi z 1185 roku, z dokumentu księcia Leszka, syna Bolesława Kędzierzawego, i określa miejscowość jako Novus Wladislaw. Nazwa została wybrana prawdopodobnie na cześć Władysława Hermana lub jako Nowy Włocławek, założony przez mieszkańców Włocławka, uciekających przed powodzią i szukających nowego miejsca do osiedlenia się. Miasto powstało na bazie dużego targu i znajdującej się w pobliżu warzelni soli. Prawdopodobnie pod koniec XII wieku stało się siedzibą kasztelanii.
W 1237 lub 1238 r. książę Kazimierz Konradowic sprowadził do Inowrocławia franciszkanów, darując im parcelę, na której powstał klasztor, zburzony w 1872 roku (Kościół Franciszkański w Inowrocławiu). Na przełomie lata i jesieni 1238 r. wojska księcia pomorskiego Świętopełka złupiły i spaliły gród. Prawdopodobnie po tym najeździe, a przed ślubem z Konstancją (córką księcia Henryka II Pobożnego), który odbył się w 1239 r., nastąpiła lokacja miasta, według nowoczesnych ówcześnie, śląskich wzorców. Widoczne są one w zachowanej do dzisiaj średniowiecznej siatce ulic i placów.
Inowrocław był siedzibą książąt kujawskich i starostów inowrocławskich. Jako siedziba starosty i ośrodek powiatu, stał się Inowrocław w XIV w. także siedzibą sądów szlacheckich, najpierw ziemskiego, a następnie grodzkiego, które funkcjonowały w tym mieście do końca XVIII w.
Książęta inowrocławscy:
- Kazimierz I kujawski
- Ziemomysł inowrocławski
- Leszek Czarny
- Leszek inowrocławski
- Przemysł inowrocławski
- Władysław I Łokietek

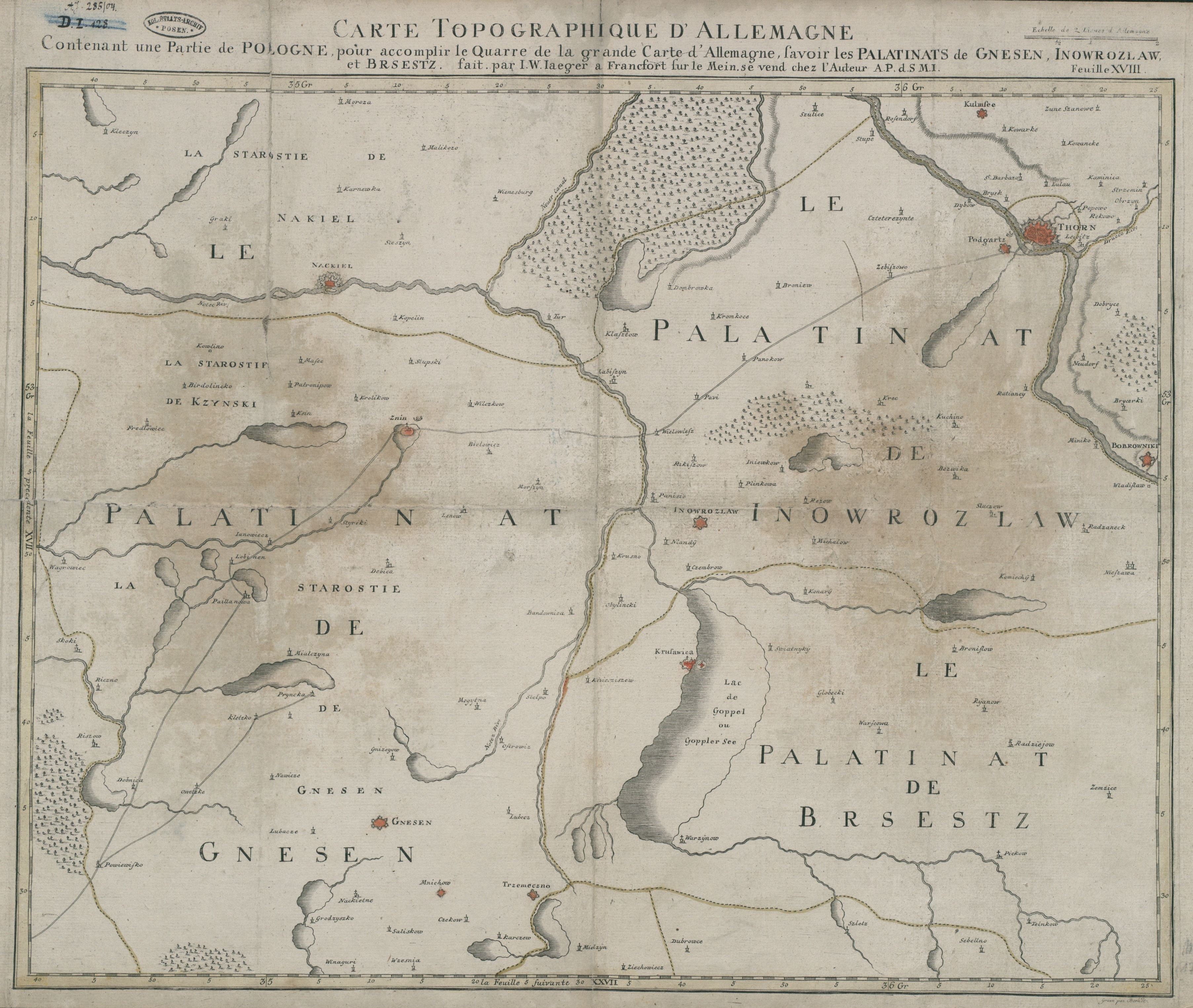
Inowrocław i okolice na mapie z 1780 roku (ze zbiorów Archiwum Państwowego w Poznaniu)

Odbywały się tu procesy polsko-krzyżackie. Stąd pochodzili Królowie Polski: Władysław I Łokietek i Kazimierz Wielki. Z zamku w Inowrocławiu król Władysław Jagiełło prowadził „Wielką Wojnę” z Zakonem Krzyżackim w 1410 roku.
W latach 1466–1772 Inowrocław był stolicą województwa inowrocławskiego obejmującego swym zasięgiem północno-zachodnią część Kujaw z miastami: Bydgoszcz, Solec Kujawski, Koronowo, Gniewkowo, Podgórz, Słońsko, Raciążek, Służewo, Lipno, Dobrzyń i Radziejów.
Inowrocław został bardzo poważnie zniszczony podczas Potopu szwedzkiego. Miasto zostało zajęte przez wojska szwedzkie jesienią 1655 roku. Pod koniec XVI wieku w mieście było prawie 250 domów, a po wycofaniu się Szwedów, w roku 1659 naliczono tylko 23 domy miejskie. Po Potopie liczba ludności spadła do 500 osób, a straty demograficzne miasto odrobiło dopiero na początku XIX wieku. Kolejne zniszczenia spowodowała III wojna północna na początku XVIII wieku.

### Okres zaborów

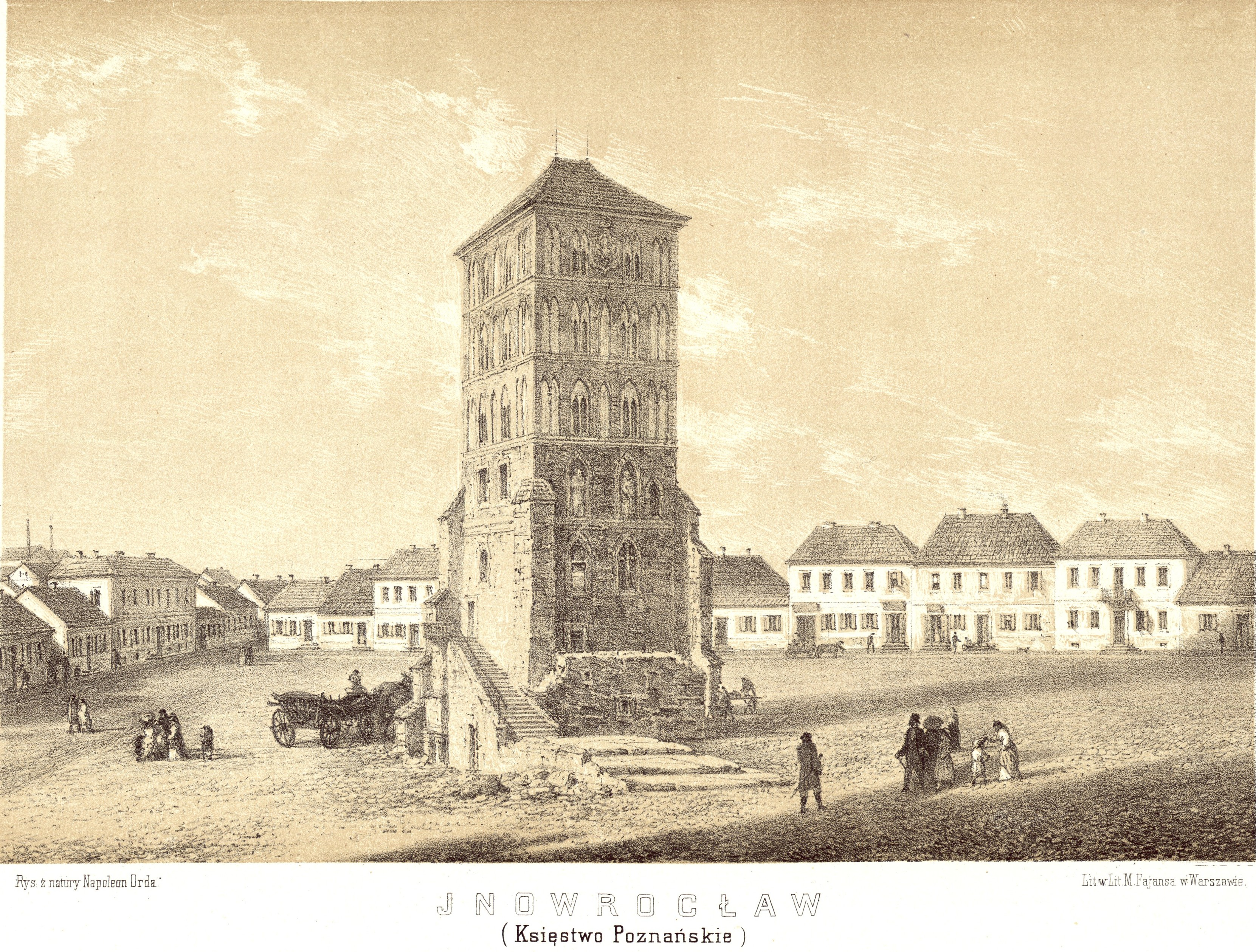
Inowrocław (widok na rynek z nieistniejącą już wieżą ratuszową) na litografii Napoleona Ordy, 1880

Na mocy postanowień Kongresu Wiedeńskiego Inowrocław znalazł się w regencji bydgoskiej Wielkiego Księstwa Poznańskiego. W 1817 r. stał się siedzibą władz powiatowych. W połowie XIX w. miasto zaczęło się ponownie rozwijać. Powstało wiele obiektów: drukarnia (1840), szkoła średnia (1848), nowy szpital dla miasta i powiatu (1870), kopalnia i warzelnia soli, rozpoczęto budowę węzła kolejowego (od 1872) i dzielnicy uzdrowiskowej (od 1875), rozpoczęły działalność: fabryka maszyn rolniczych i fabryka sody (1882), gazownia (1902), wodociągi (1904), elektrownia (1908), linia tramwajowa (istniejąca w latach 1912–1962). W wyniku eksploatacji przemysłowej złóż soli kamiennej, znajdujących się pod miastem, od roku 1907 zaczęły się tworzyć zapadliska, które wpłynęły na zahamowanie rozwoju gospodarczego.
Okres zaboru pruskiego to czas wzrastającej germanizacji. Mieszkańcy miasta aktywnie brali udział w zrywach narodowych (insurekcja kościuszkowska, powstania listopadowe i styczniowe).

### Dwudziestolecie międzywojenne
Inowrocław powrócił do Polski w roku 1919; wyzwolony został 6 stycznia. Na czele powstańców wielkopolskich przejmujących kontrolę nad miastem stał kpt. Paweł Cyms. Okres dwudziestolecia międzywojennego to czas zmagania się z trudną ogólną sytuacją gospodarczą w kraju, co w Inowrocławiu przekładało się między innymi na bardzo wysokie bezrobocie. Liczne były wystąpienia robotników i bezrobotnych. W 1926 policja krwawo rozgoniła demonstrację robotniczą. W latach 30. dochodziło do publicznych głodówek bezrobotnych. W 1930 r. głodowało m.in. 20 bezrobotnych powstańców. W okresie międzywojennym miejscowość była bastionem wpływów Polskiej Partii Socjalistycznej (w 1927 i 1938 roku partia wygrała wybory samorządowe w mieście).
Mimo trudności gospodarczo-społecznych miasto się rozwijało. Uruchomiono Hutę Szkła Gospodarczego „Irena” i szyb Kopalni Soli przy ul. Poznańskiej (1924), zakończono budowę Zakładu Przyrodoleczniczego w uzdrowisku (1927), rozpoczęto budowę lotniska (1930) ukończoną po trzech latach. W 1933 w mieście powołano filię Polskiego Towarzystwa Muzycznego we Lwowie.

### II wojna światowa

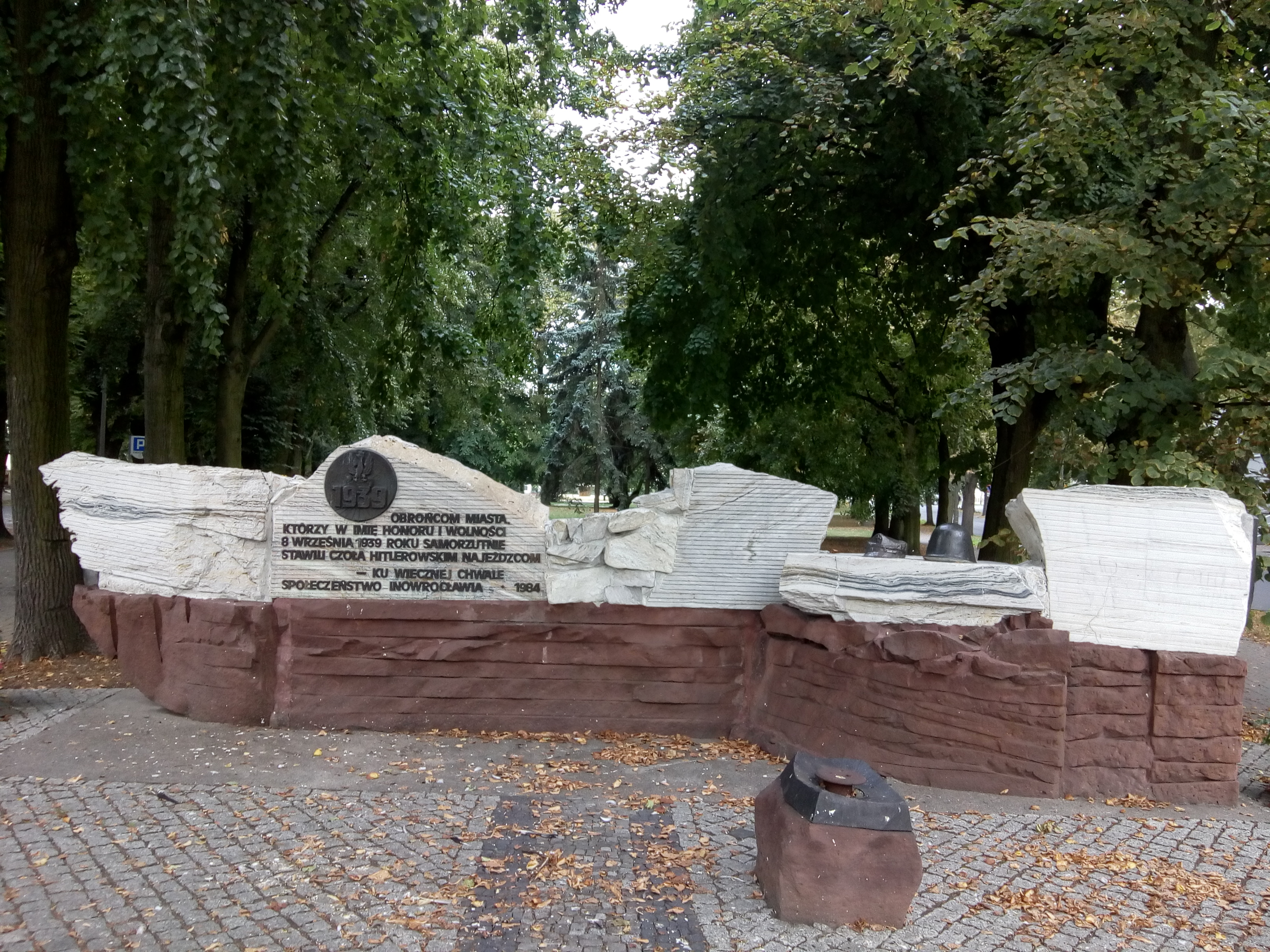
Pomnik Obrońców Inowrocławia

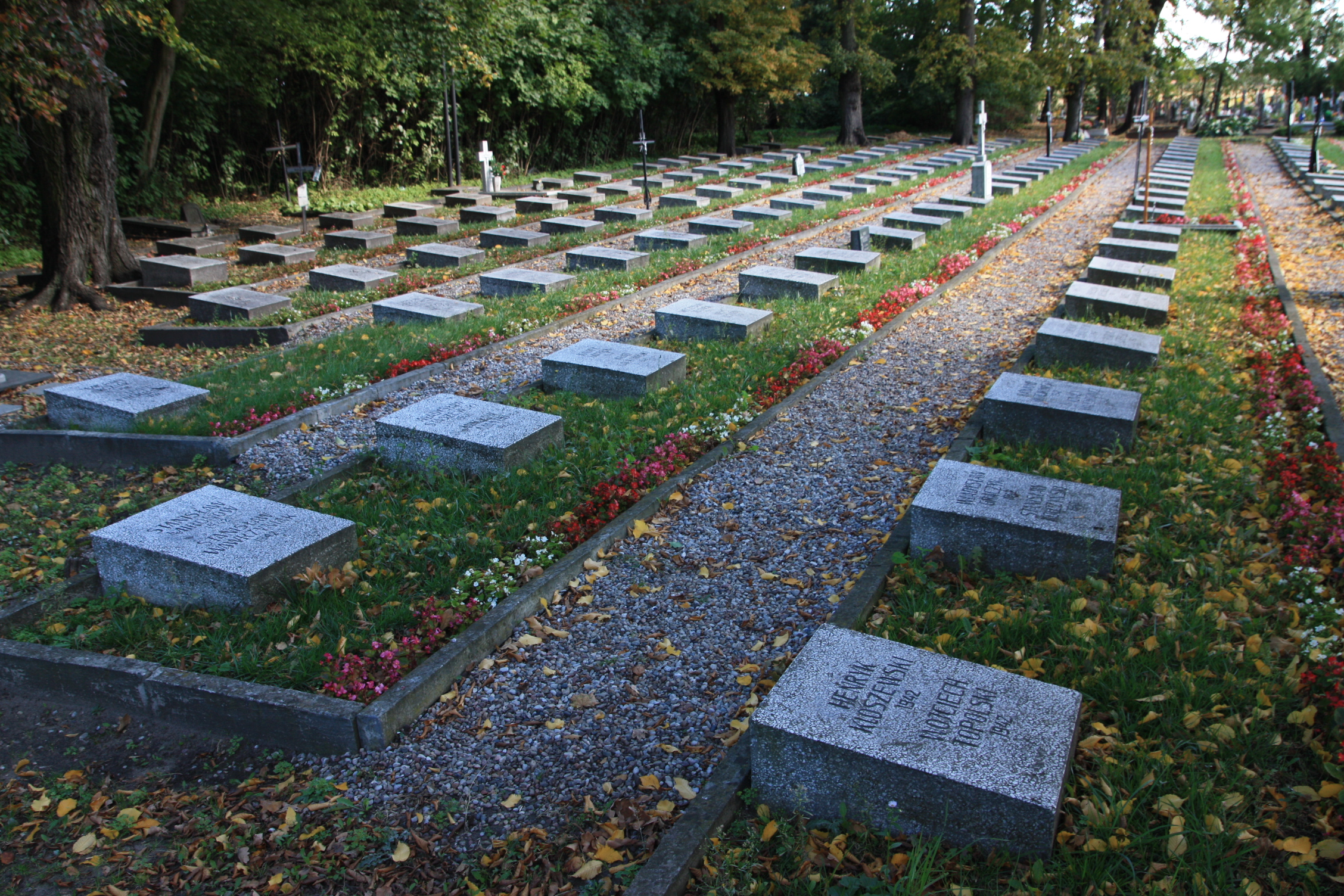
Kwatera ofiar terroru niemieckiego w latach 1940–1945 na cmentarzu rzymskokatolickim parafii pw. św. Mikołaja, przy ul. Marulewskiej.

W dniach 5–7 września 1939 roku oddziały polskiej 26 Dywizji Piechoty pod dowództwem płk. Adama Brzechwy-Ajdukiewicza stoczyły w rejonie miasta bój z jednostkami niemieckiej 4 Armii.
8 września 1939 z wojskami niemieckimi walkę prowadzili już sami mieszkańcy Inowrocławia, którym postawiono w 1984 roku pomnik na wschodnim krańcu Skweru Obrońców Inowrocławia.
Pierwsze dni okupacji hitlerowskiej to masowe aresztowania i egzekucje mieszkańców, spośród których największy rozgłos zdobyła sobie tzw. „Krwawa niedziela” (noc z 22 na 23 października 1939 r.) dokonana w ramach Intelligenzaktion.
Na początku wojny Niemcy przeprowadzili masowe wysiedlenia ludności polskiej i żydowskiej. W nocy 30 listopada 1939 r. Niemcy wypędzili z miasta ponad 1000 polskich rodzin. W latach 1940–1945 istniał tutaj obóz przesiedleńczy, przez który przeszło ok. 10 000 Polaków, kilkuset z nich zamordowano. W dzielnicy Mątwy znajdował się obóz dla jeńców wojennych z ZSRR, Francji i Anglii. Zginęło ich tutaj około 900.
Okupację niemiecką w Inowrocławiu zakończył 21 stycznia 1945 roku radziecki 12 Gwardyjski Korpus Pancerny dowodzony przez generała-majora N. Tieliakowa przy współudziale 34 Brygady Piechoty Zmotoryzowanej (później otrzymała miano „inowrocławskiej”) wchodzące w skład 1 Frontu Białoruskiego. Ostatni nalot niemiecki odbył się jednak jeszcze 4 kwietnia 1945 – pojedynczy samolot zrzucił 4 bomby odłamkowe i ostrzelał podróżnych na peronach dworca kolejowego w Inowrocławiu.

### Okres powojenny
Na podstawie dekretu PKWN z 31 sierpnia 1944 zostały utworzone miejsca odosobnienia, więzienia i ośrodki pracy przymusowej dla „hitlerowskich zbrodniarzy oraz zdrajców narodu polskiego”. Obóz pracy nr 105 Ministerstwo Bezpieczeństwa Publicznego utworzyło w Inowrocławiu. Na terenie miasta (Mątwy), zaraz po zakończeniu działań wojennych, funkcjonował obóz specjalny NKWD.
W latach 1950–1998 miasto administracyjnie należało do województwa bydgoskiego. Powiat inowrocławski przywrócono 1 stycznia 1999. W 2009 roku papież Benedykt XVI ogłosił Świętą Królową Jadwigę patronką miasta Inowrocławia.
W 1987 r. w Inowrocławiu zmarła mieszkająca tu od 1981 r. poetka romska Papusza – Bronisława Wajs. Mieszkańcami gminy Inowrocław byli polscy patrioci: Roman Bartoszcze (przywódca polskiego ruchu ludowego przełomu XX/XXI wieku), Piotr Bartoszcze (zamordowany przez reżim komunistyczny z 7 na 8 lutego 1984), Michał Bartoszcze (ludowiec, brutalnie pobity w trakcie wydarzeń bydgoskich). Wszyscy spoczywają na cmentarzu w Inowrocławiu.
Pielęgnowaniem tradycji i krzewieniem wiedzy o mieście zajmuje się Towarzystwo Miłośników Miasta Inowrocławia.

## Dzielnice i osiedla
Źródło: 

### Podział oficjalny
- Osiedle Mątwy
- Osiedle Piastowskie
- Osiedle Solno
- Osiedle Stare Miasto
- Osiedle Szymborze
- Osiedle Uzdrowiskowe

### Podział nieoficjalny
- Osiedle Bajka
- Osiedle Bydgoskie
- Osiedle Cegielnia
- Osiedle Kolejowe
- Osiedle Lotnicze
- Osiedle Mątwy
- Osiedle Nowe
- Osiedle Okrężek
- Osiedle Piastowskie
- Osiedle Rąbin
- Osiedle Rąbinek
- Osiedle Stare Miasto
- Osiedle Szymborze
- Osiedle Śródmieście
- Osiedle Toruńskie
- Osiedle Zdrojowe

## Struktura powierzchni
Według danych z 2002 Inowrocław ma powierzchnię 30,42 km², w tym:
- użytki rolne: 46%
- użytki leśne: 0%

Miasto stanowi 2,48% powierzchni powiatu.

## Demografia
Według danych z 31 grudnia 2019 roku Inowrocław był piątym pod względem liczby ludności miastem w województwie kujawsko-pomorskim (za Bydgoszczą, Toruniem, Włocławkiem i Grudziądzem), licząc 72 561 mieszkańców. Dane z NSP na 31 grudnia 2021 wskazują na spadek do 69 576. Największą populację Inowrocław odnotował w 1997 – według danych GUS wynosiła ona 79 571 osób. W latach 2004–2020 był najszybciej wyludniającym się miastem powiatowym województwa kujawsko-pomorskiego (40. w Polsce).
Struktura ludności miasta wg płci 31 grudnia 2022 r.
| Opis                              | Ogółem | Ogółem | Kobiety | Kobiety | Mężczyźni | Mężczyźni |
| --------------------------------- | ------ | ------ | ------- | ------- | --------- | --------- |
| Jednostka                         | osób   | %      | osób    | %       | osób      | %         |
| Populacja                         | 68 101 | 100    | 36 188  | 53,14   | 31 913    | 46,86     |
| Gęstość zaludnienia [mieszk./km²] | 2238,7 | 2238,7 | 1189,6  | 1189,6  | 1049,1    | 1049,1    |

- Wykres liczby ludności Inowrocławia od 1899 r.[a]

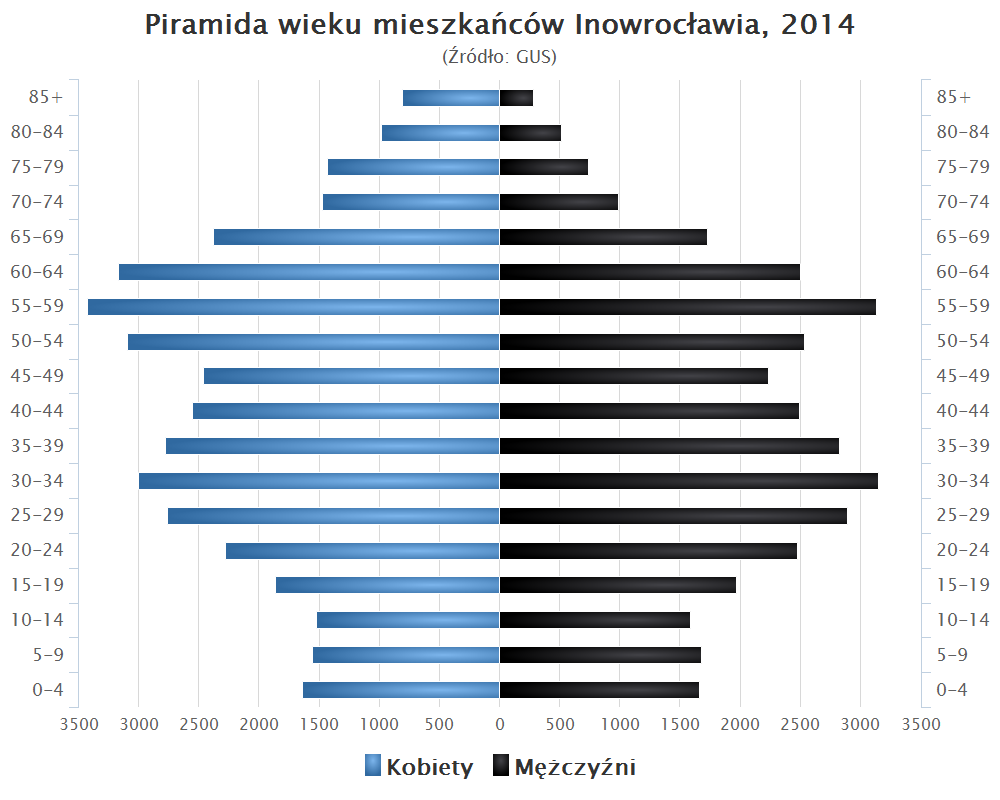
Piramida wieku mieszkańców Inowrocławia w 2014 roku

## Zabytki
Wykaz zabytków nieruchomych wpisanych do rejestru zabytków (księga A), prowadzonego przez Narodowy Instytut Dziedzictwa, według stanu na 30 września 2024 r., odnotowuje na terenie miasta:

### Zabytkowe obiekty sakralne
- Kościół pw. Imienia Najświętszej Maryi Panny – Najstarszy kościół Inowrocławia i jeden z najstarszych na Kujawach, sięgający metryką końca XII wieku. Pełni funkcję kościoła parafialnego, a od 2008 r. nosi tytuł bazyliki mniejszej, nadany przez papieża Benedykta XVI. Zniszczony w pożarze 1834 roku, kościół znajdował się w stanie ruiny. W latach 1901–1902 został poddany rekonstrukcji (z inicjatywy księdza biskupa Antoniego Laubitza) według projektu Juliusza Kothego, konserwatora zabytków prowincji poznańskiej. Wśród wyposażenia najcenniejsza jest gotycka rzeźba Uśmiechniętej Madonny i Dzieciątka Jezus datowana na lata ok. 1370–1380, umieszczona w ołtarzu głównym. Wpis do rejestru zabytków z dnia 10.03.1931 r.
- Kościół farny pw. św. Mikołaja – Jest to świątynia gotycka, trzynawowa z XIV wieku, oszkarpowana, kilkakrotnie przebudowywana, podczas okupacji pruskiej przez pewien czas zamieniona na magazyn. Sklepienie gotyckie zachowało się tylko w prezbiterium. Wyposażenie wnętrza utrzymane w stylu barokowym, ambona nosi cechy renesansu. Zwany inowrocławską farą. Wpis do rejestru zabytków z dnia 10.03.1931 r. Drewniana dzwonnica przy kościele wpisana do rejestru 15.12.2017 r.
- Kościół św. Krzyża – Świątynia została wybudowana w latach 1861–1863 w stylu neoromańskim. Do 1945 służył wspólnocie ewangelickiej, w tym samym roku został konsekrowany jako kościół rzymskokatolicki. W latach 1977–1984 wnętrze kościoła zostało przebudowane przez architekta Wiktora Ostrzałkę z Katowic. W świątyni umieszczony jest obraz Chrystus Ukrzyżowany namalowany przez Artura Grottgera. Wpis do rejestru zabytków z dnia 28.07.2006 r.
- Kościół Zwiastowania Najświętszej Maryi Pannie – Bogaty wystrój rzeźbiarski świątyni, nawiązujący do polskich tradycji narodowych, jest dziełem poznańskiego artysty Władysława Marcinkowskiego. W 1909 roku w wyniku tąpnięcia ziemi (spowodowanego przez znajdującą się pod miastem nieczynną kopalnię soli) doszło do zawalenia się północnej ściany transeptu. Przez 20 lat świątynia pozostawała nieczynna aż do 1929 roku, kiedy odbudowano zawaloną ścianę i przywrócono kościół do funkcjonowania. Ceglany kościół Zwiastowania Najświętszej Maryi Pannie wraz z dwunastowieczną Bazyliką Mniejszą Imienia NMP tworzą razem charakterystyczny i nieodłączny element inowrocławskiego krajobrazu miejskiego. Wpis do rejestru zabytków z dnia 03.04.2004 r.,
- Kościół św. Józefa Oblubieńca z lat 1936–1939. Zniszczony w 1944, odbudowany w latach 1948–1952. Wpis do rejestru zabytków (wraz z zachowaną dzwonnicą z 1937 r.) z dnia 12.07.2011 r.

- Kościół Opatrzności Bożej – z lat 1930–1931 w dzielnicy Mątwy, wpis do rejestru zabytków z dnia 24.08.2007 r.

Ponadto do gminnej ewidencji zabytków został wpisany w 1928 r. Neoklasycystyczny kościół garnizonowy św. Barbary i św. Maurycego z 1927–1928 r.

Wybrane kościoły miasta
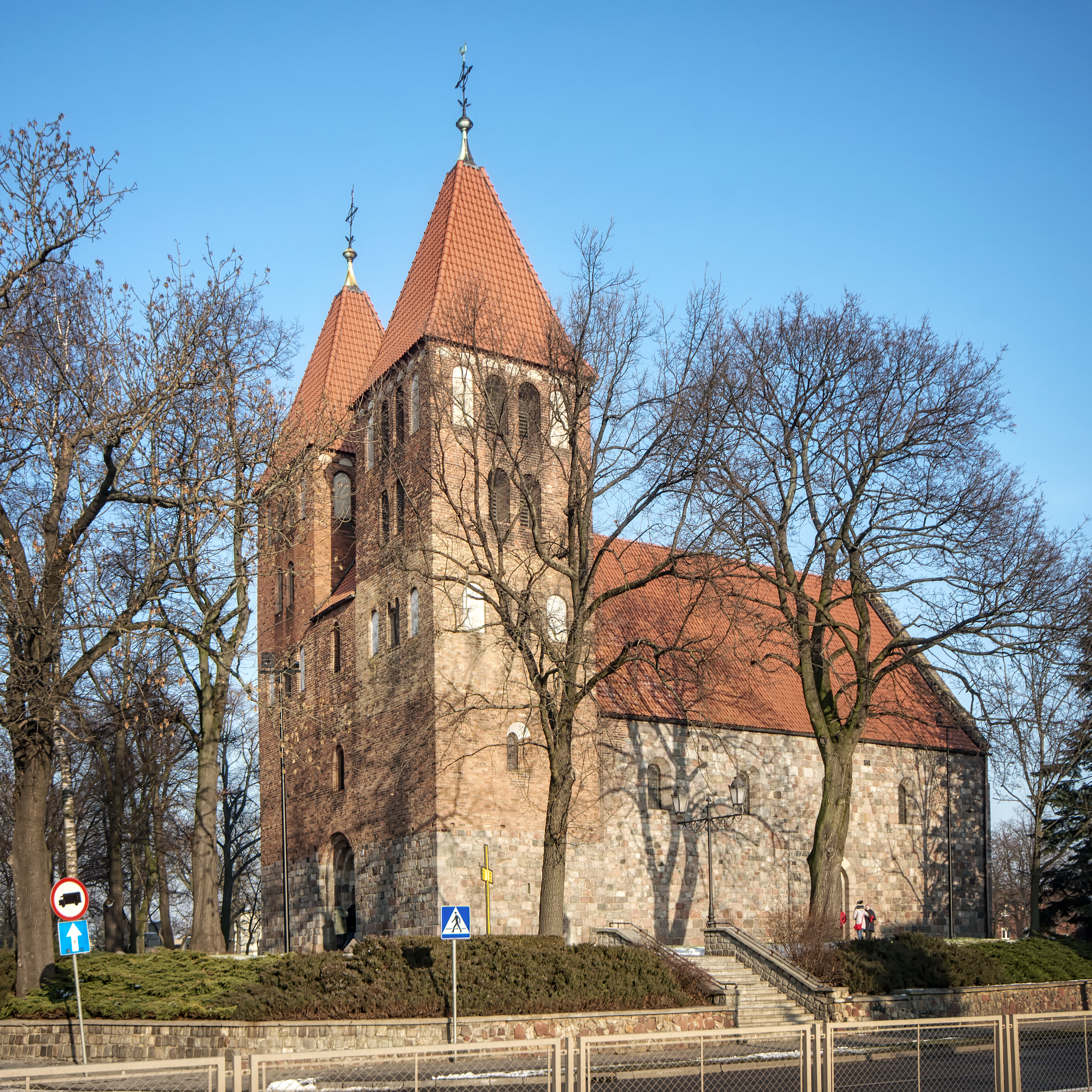
Kościół pw. Imienia Najświętszej Maryi Panny
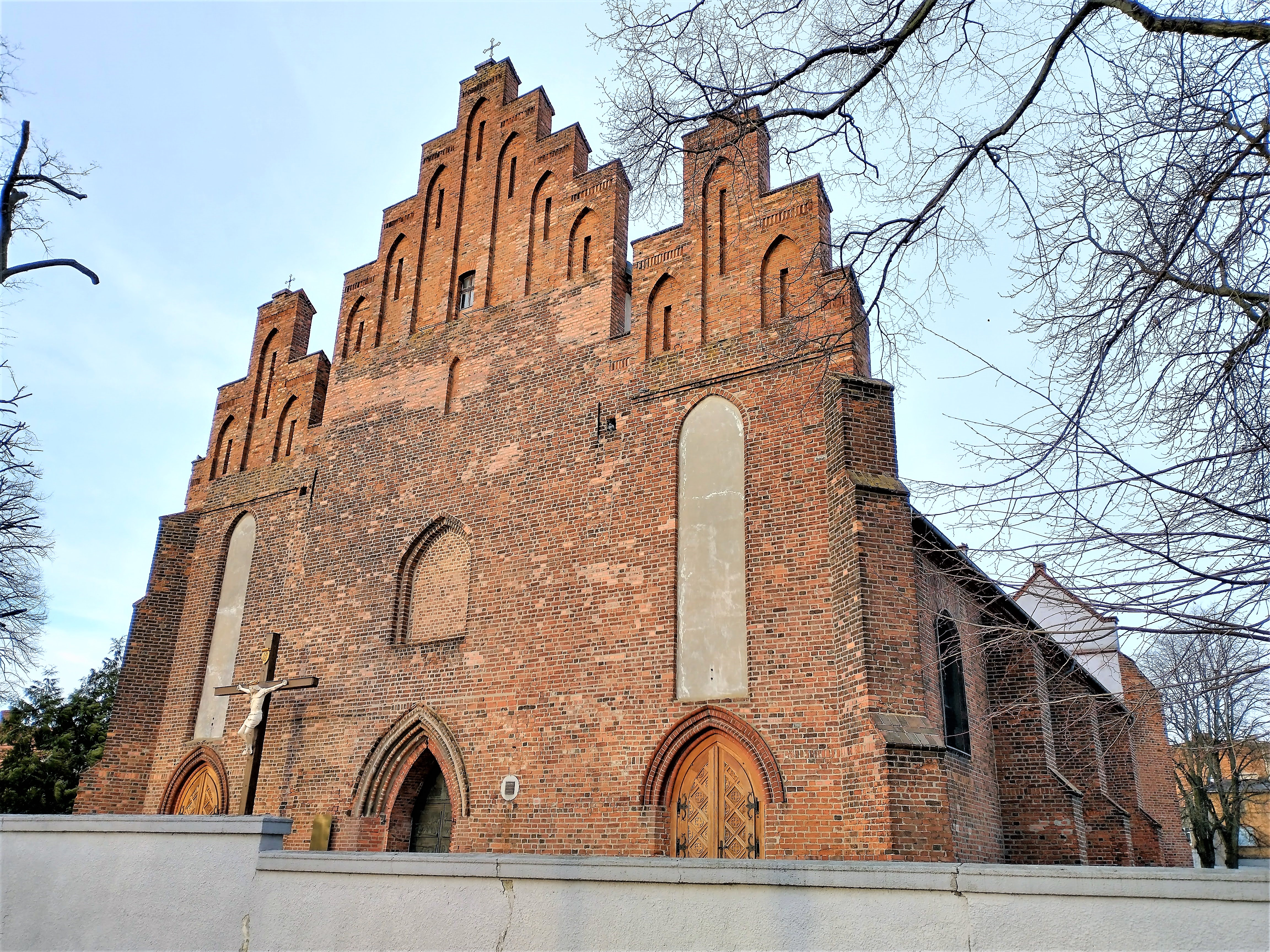
Kościół farny pw. św. Mikołaja
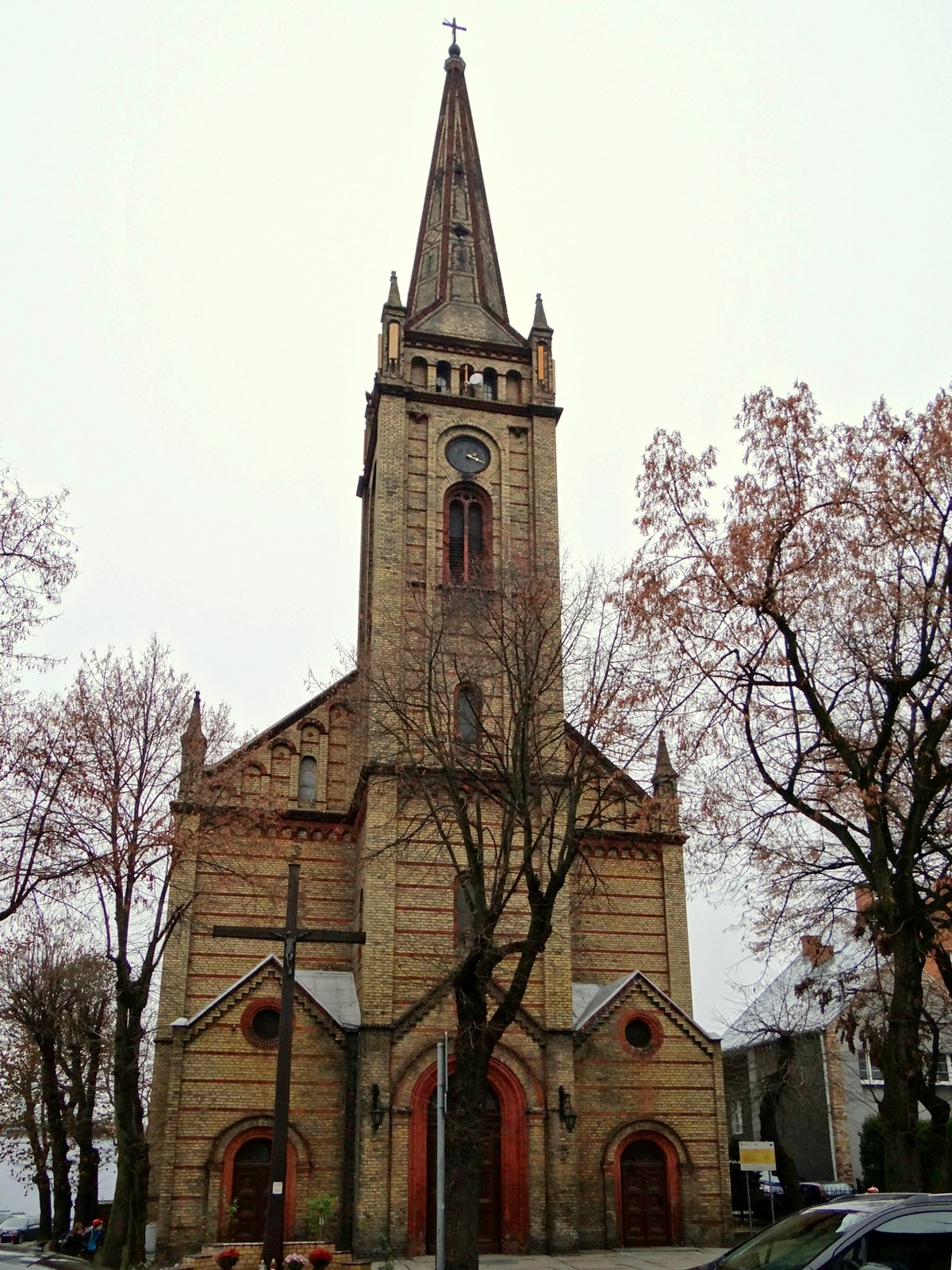
Kościół św. Krzyża
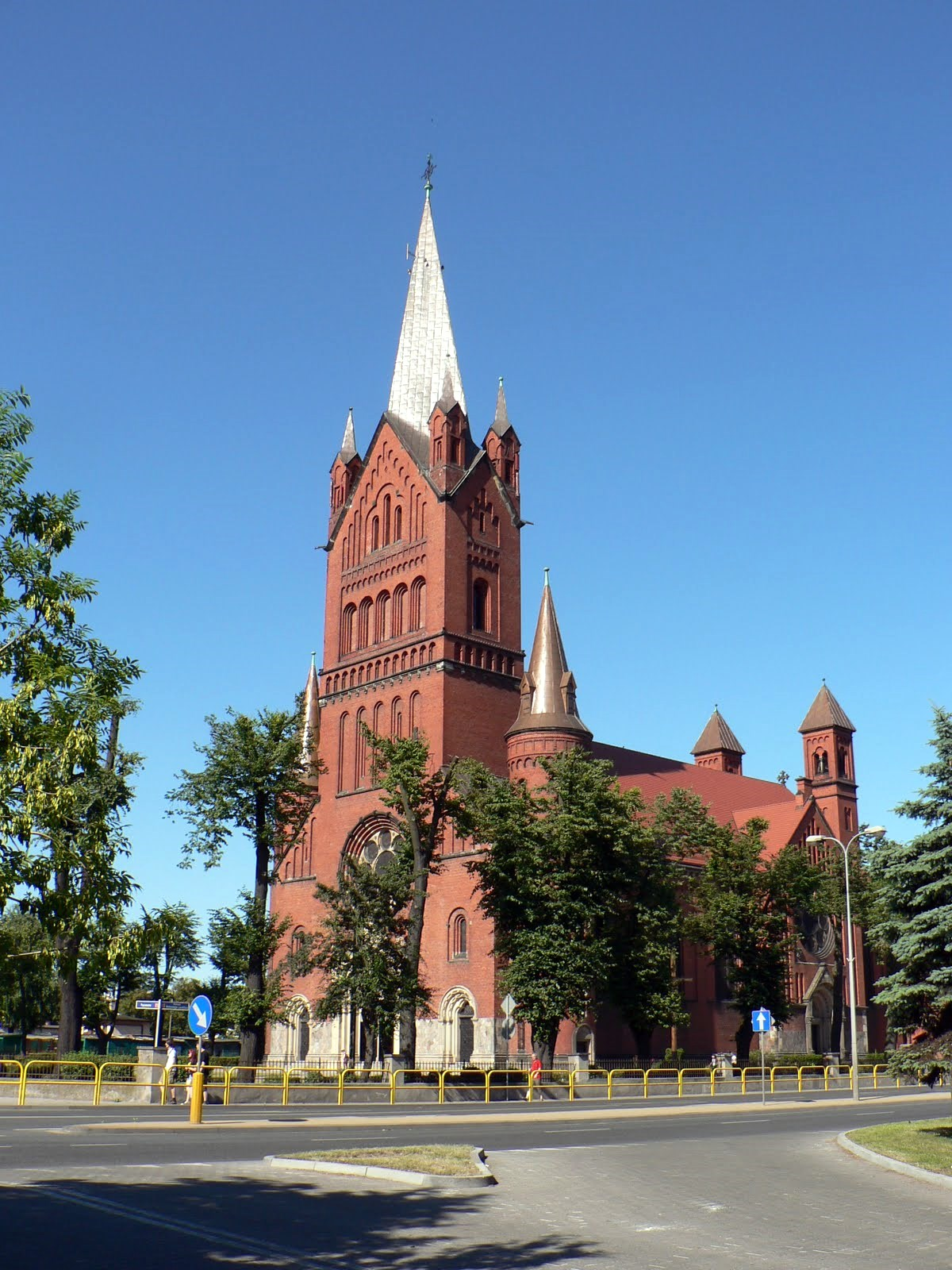
Kościół Zwiastowania Najświętszej Maryi Pannie
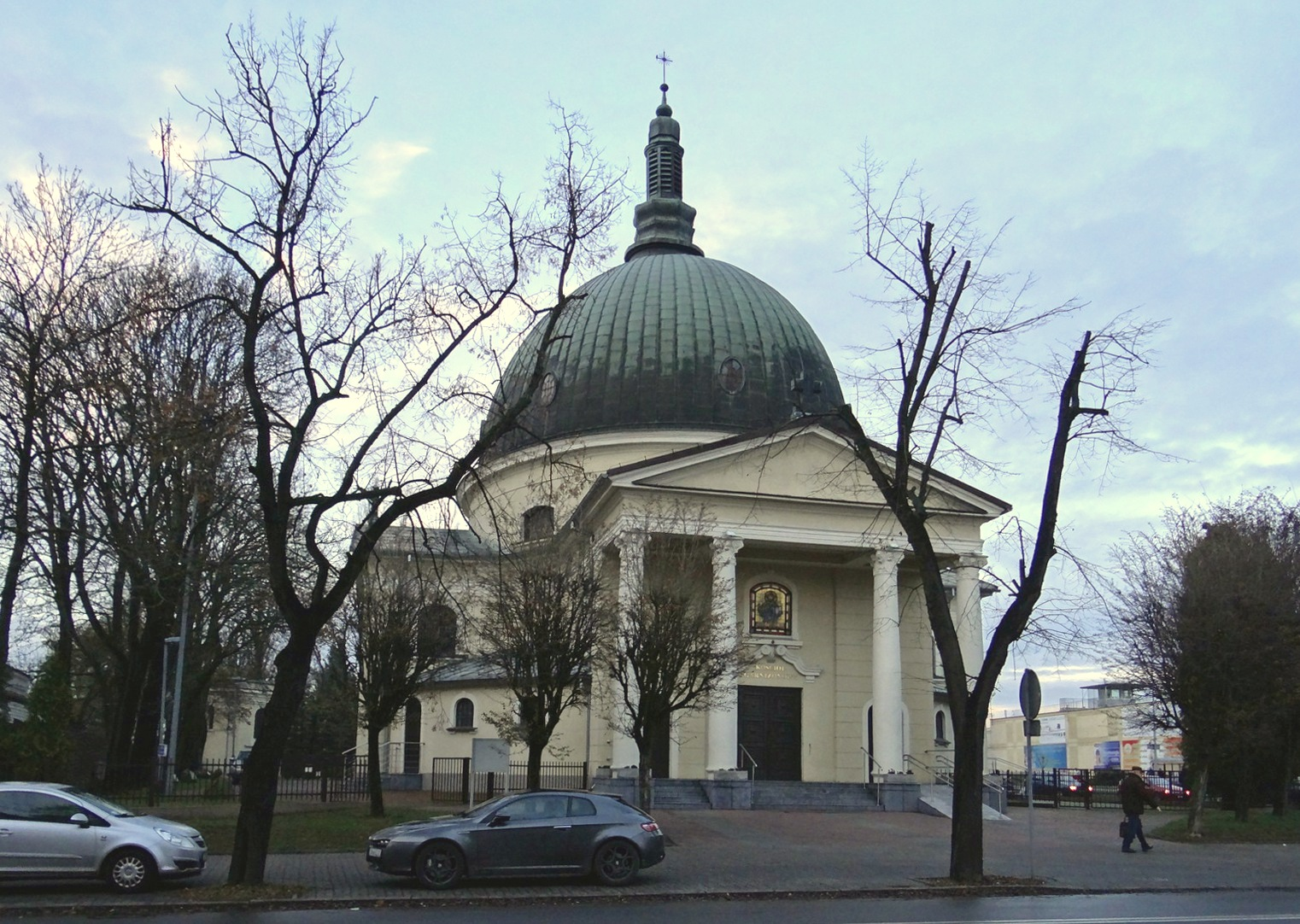
Kościół św. Barbary i św. Maurycego
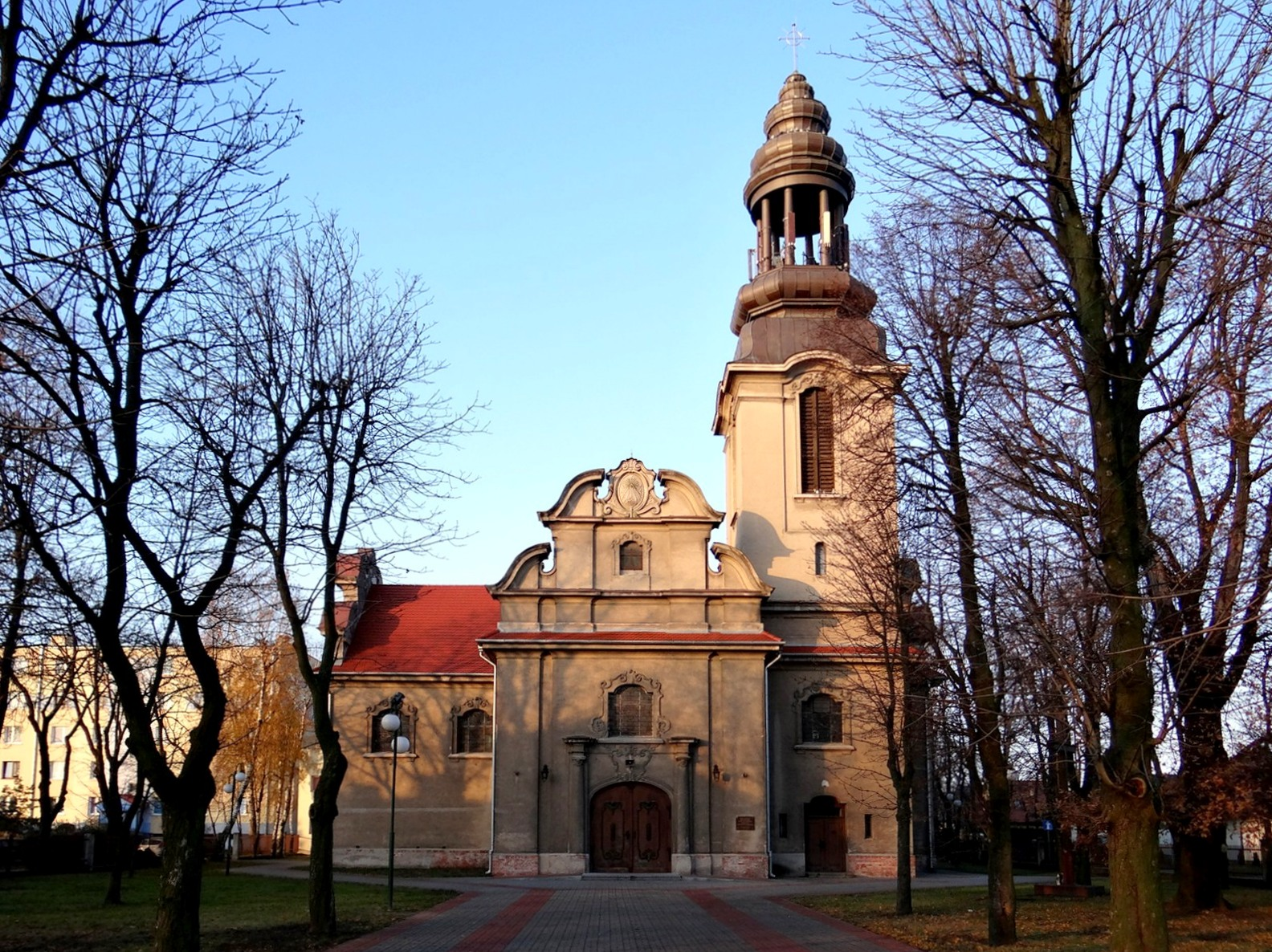
Kościół Opatrzności Bożej

### Inne zabytki
- Pozostałości murów obronnych z XIII/XIV w. – odcinek wschodni przy ul. Kilińskiego wpisany do rejestru zabytków 10 marca 1931 roku, odcinek południowy przy ul. Poznańskiej i Kasztelańskiej – 21.09.2011 r.,
- Relikty klasztoru franciszkanów, wpis do rejestru zabytków z dnia 24.10.1972 r.,
- Gmach sądu z początku XX w., wpisany do rejestru zabytków 20.05.1992 r.,
- Neogotycki ratusz z lat 1907–1908 (dawniej starostwo powiatowe). Wpis do rejestru zabytków z dnia 31.12.2001 r.,
- Hotel „Bast” z 1901 roku, według projektu Tomasza Pajzderskiego, wpisany do rejestru zabytków w dniu 07.11.1991 r.
- Dom z murem szachulcowym przy ul. Królowej Jadwigi 33, wpisany do rejestru zabytków w dniu 11.06.1994 r.,
- Kamienice z końca XIX i XX w. przy ul. Królowej Jadwigi 14 i 26,
- Kamienice z 1899 r. przy ul. Dworcowej 69 i 71,
- Kamienica z 1897 r. przy ul. Kościelnej 6, wpisana do rejestru zabytków w dniu 29.03.2007 r.
- Dom przy ul. Kościuszki 19, z pozostałościami dawnego budynku wagi miejskiej, wpisany do rejestru zabytków w dniu 15.01.1986 r.
- Budynek Szkoły Podstawowej nr 1 im. św. Wojciecha przy ulicy Toruńskiej, wpisany do rejestru zabytków w dniu 03.08.2006 r.,
- Pałac mieszczański z 1896 r. przy ul. Solankowej 33 (obecnie siedziba Muzeum im. Jana Kasprowicza), wpisany do rejestru zabytków 21.12.1983 r.,
- Kamienica z 1895 r. przy ul. Solankowej 34 (wraz z ogrodzeniem), wpisana do rejestru zabytków w dniu 06.02.2009 r.
- Zakład Przyrodoleczniczy „Solanki Inowrocławskie”: zakład kąpielowy (z lat 1876–1885 i późniejszych), zakład borowinowy (z lat 1924–1925), wziewalnia (z lat 1928–1929). Zespół obiektów wpisano do rejestru 30.05.2016 r.
- Willa „Nina” z 1935 r., przy ul. Daszyńskiego 6, wpisana do rejestru zabytków w dniu 21.09.2020 r.
- Budynek Towarzystwa Gimnastycznego „Sokół” z lat 1926–1927, wpisany do rejestru zabytków w dniu 12.11.1998 r.
- Dom rodziny Jana Kasprowicza przy ul. Wielkopolskiej 11, wpisany do rejestru zabytków w dniu 15.12.1992 r.
- Cmentarze: parafii św. Mikołaja i Zwiastowania NMP.

Charakterystyczny gmach poczty z roku 1884 przy ul. Królowej Jadwigi oraz najstarszy zachowany budynek świecki miasta przy Placu Klasztornym 6, z przełomu XVIII i XIX w., wymieniane są jedynie w gminnej ewidencji zabytków.

Wybrane zabytki miasta
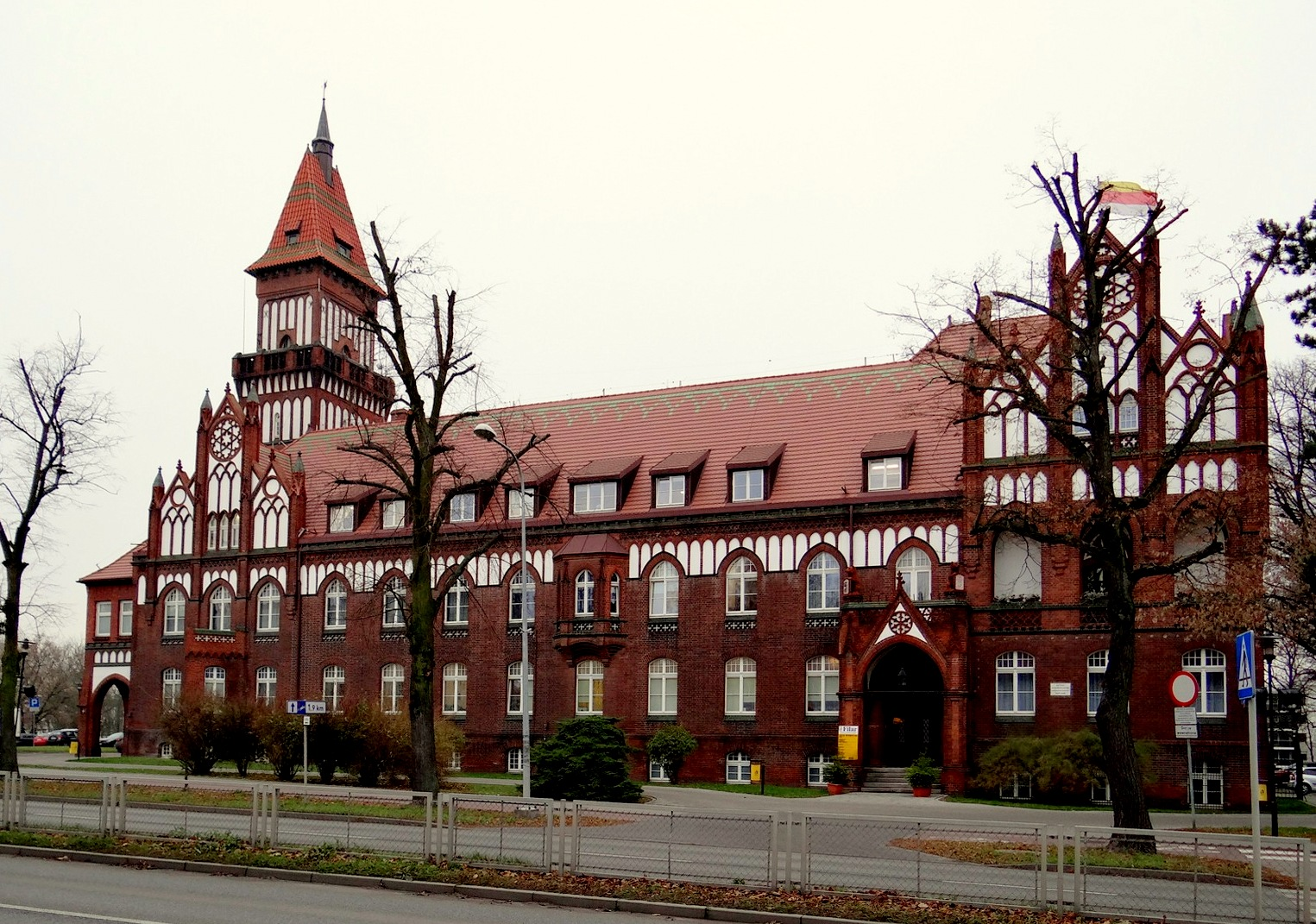
Neogotycki ratusz
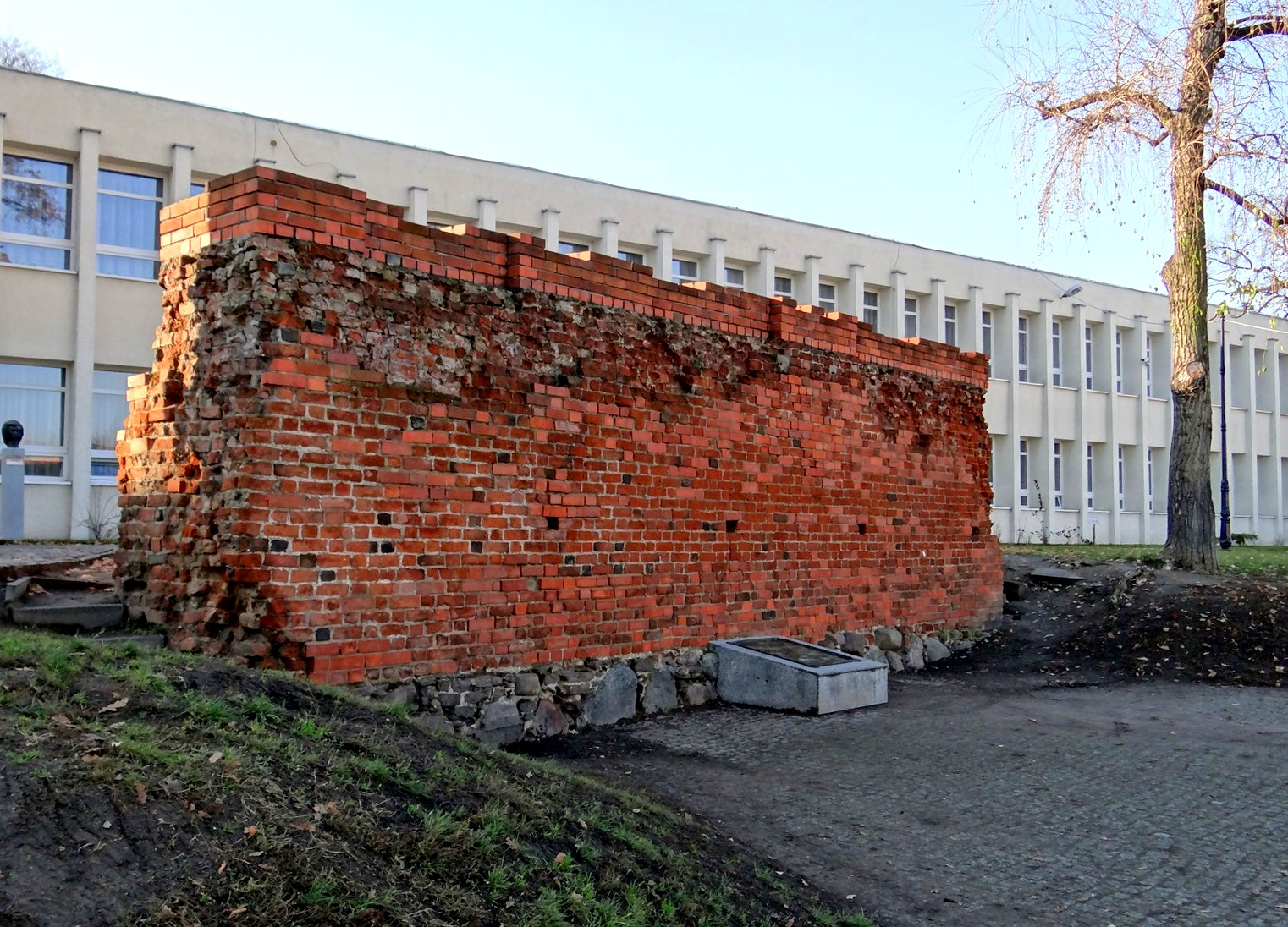
Pozostałości murów miejskich
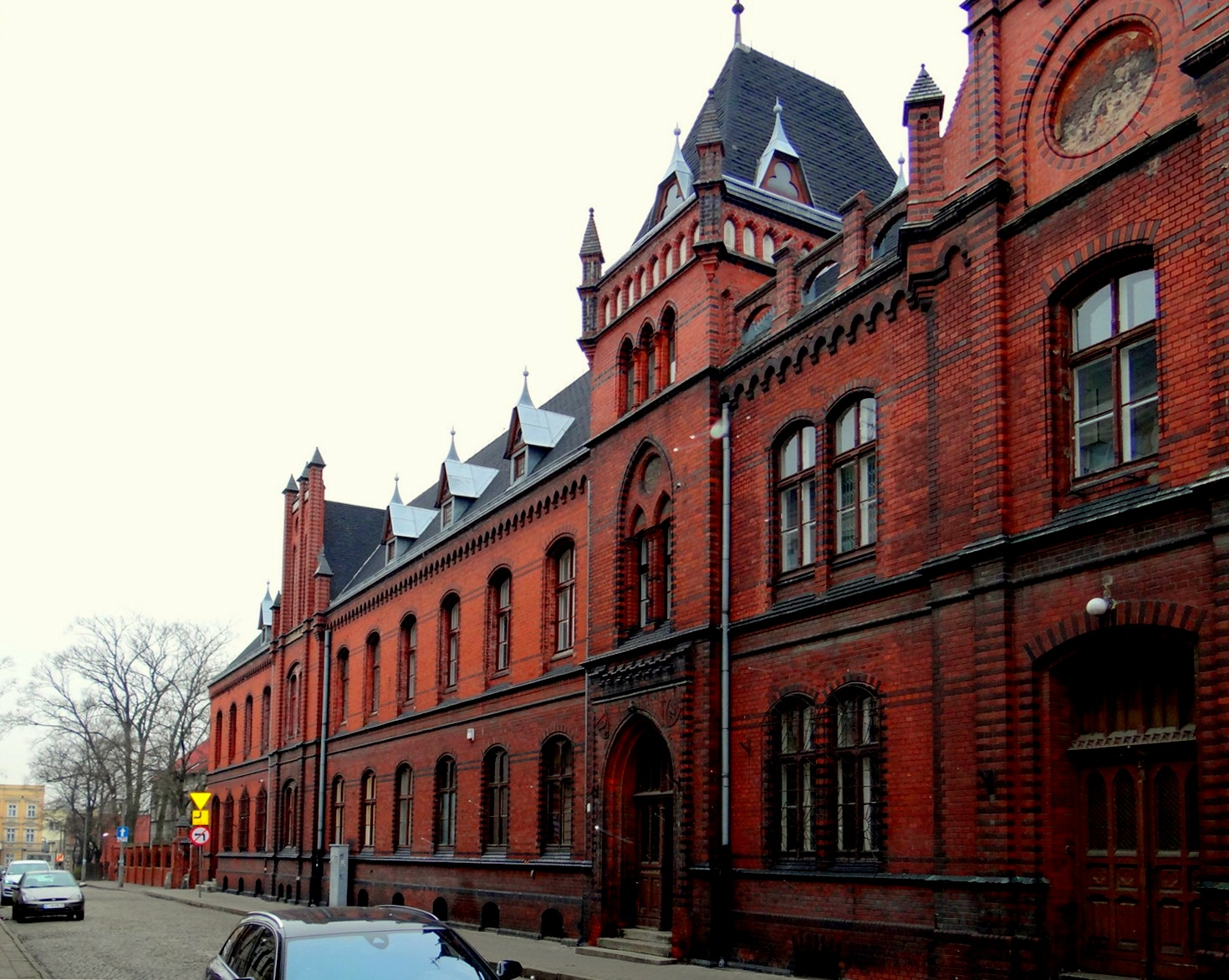
Gmach poczty
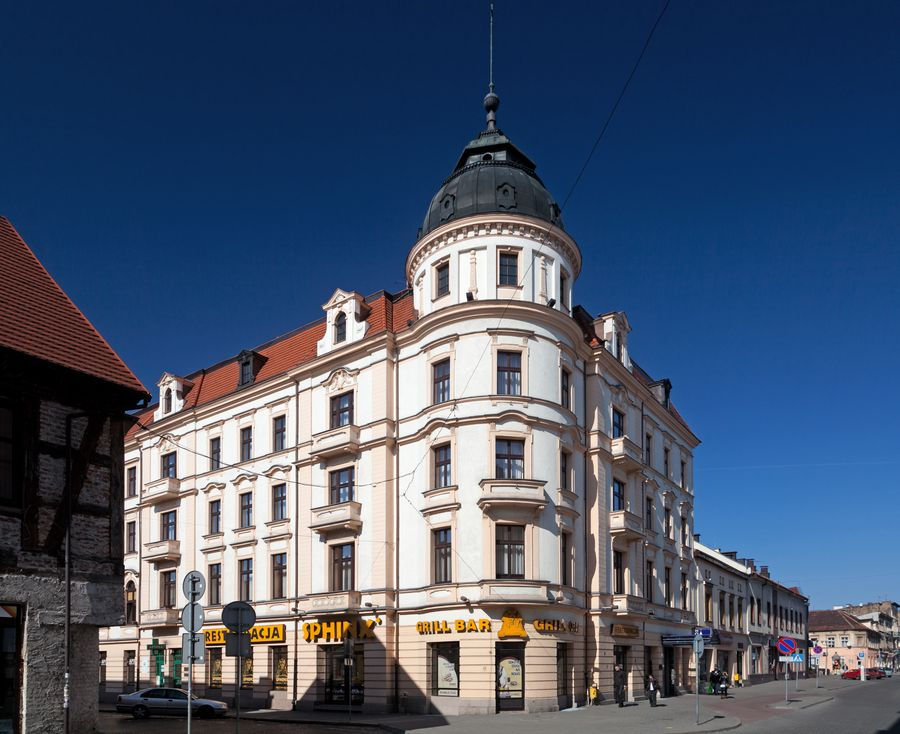
Hotel „Bast”
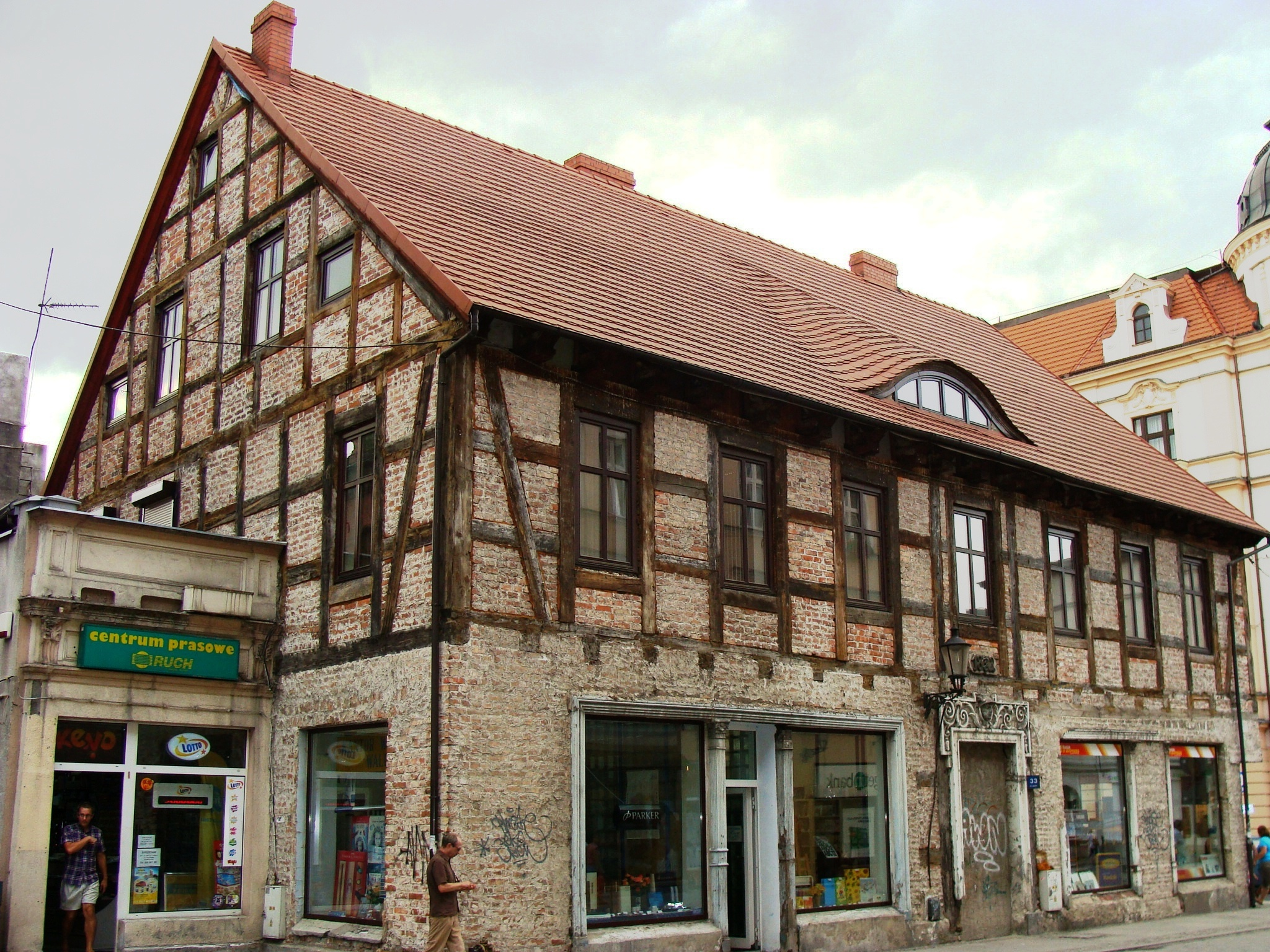
Dom z muru pruskiego przy ul. Królowej Jadwigi

### Pomniki

Wybrane pomniki miasta
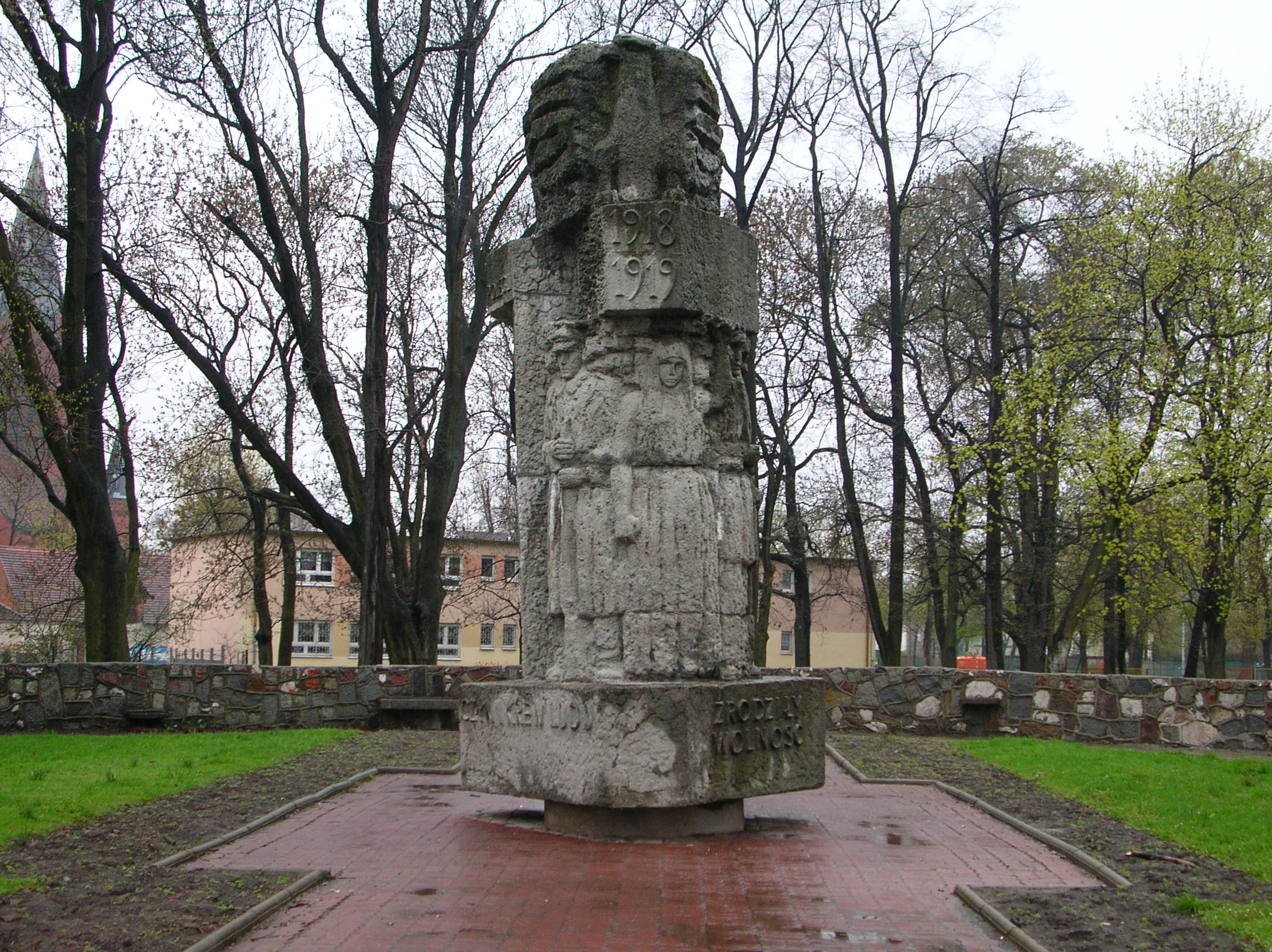
Pomnik Powstańców Wielkopolskich
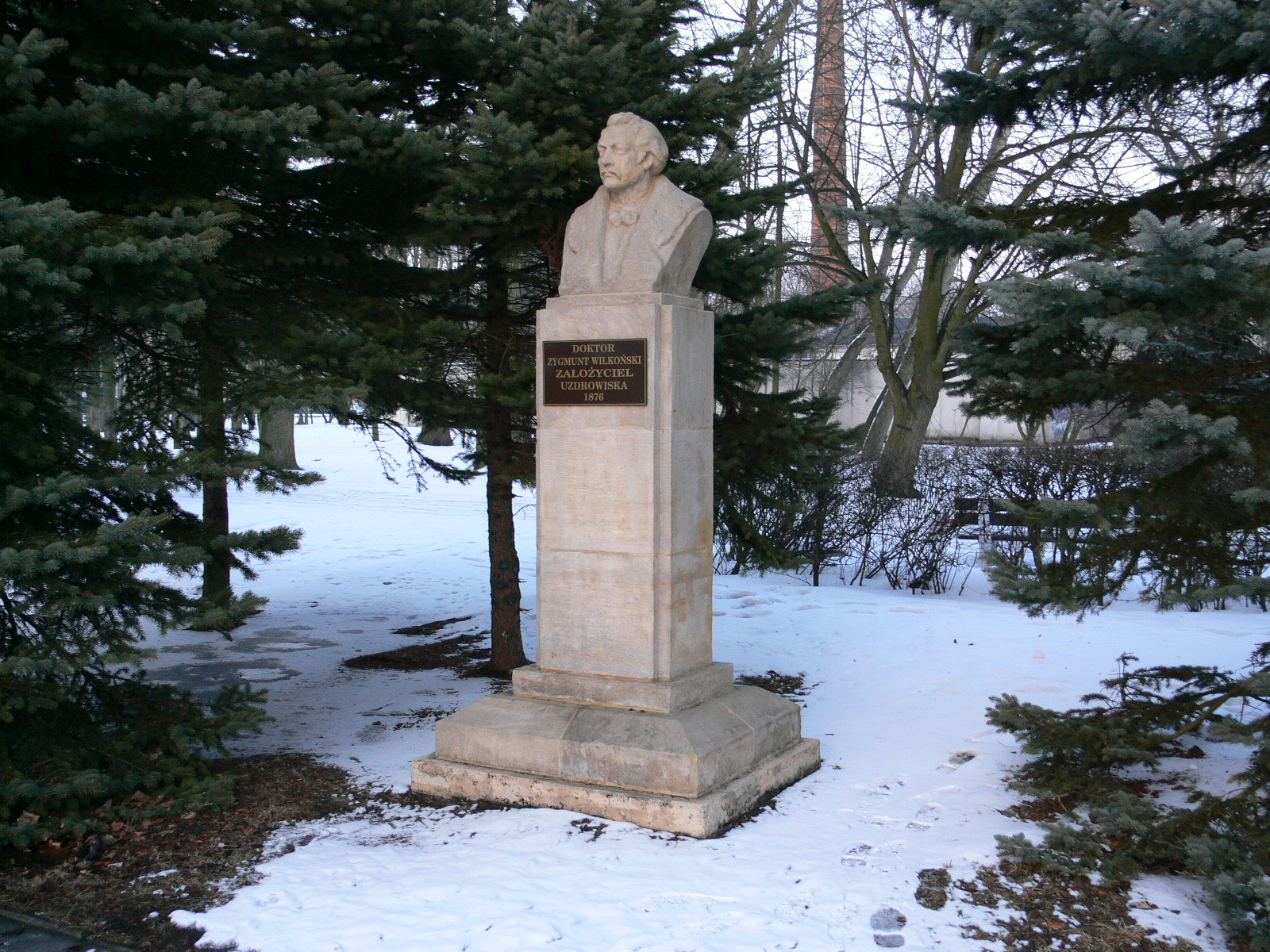
Pomnik Zygmunta Wilkońskiego
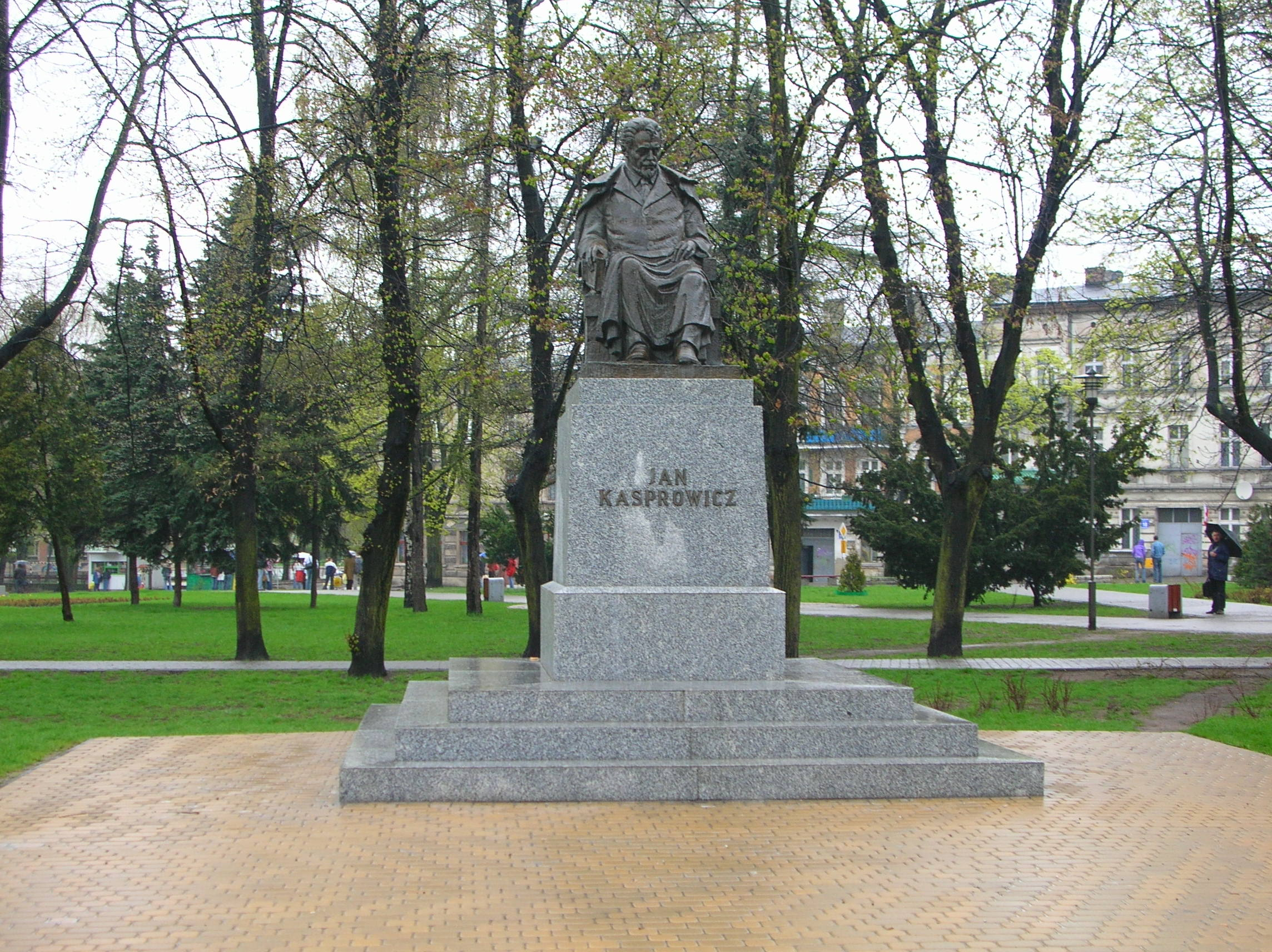
Pomnik Jana Kasprowicza
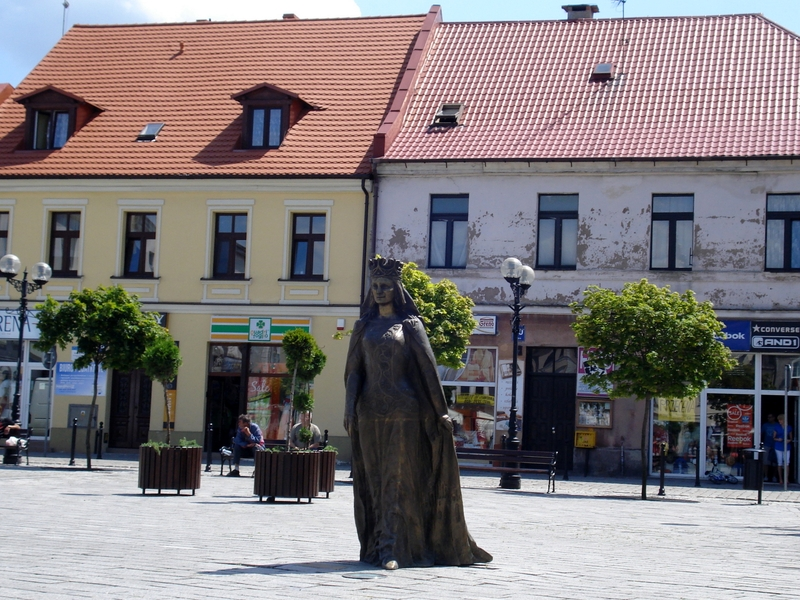
Rzeźba św. Jadwigi Królowej Polski na Rynku
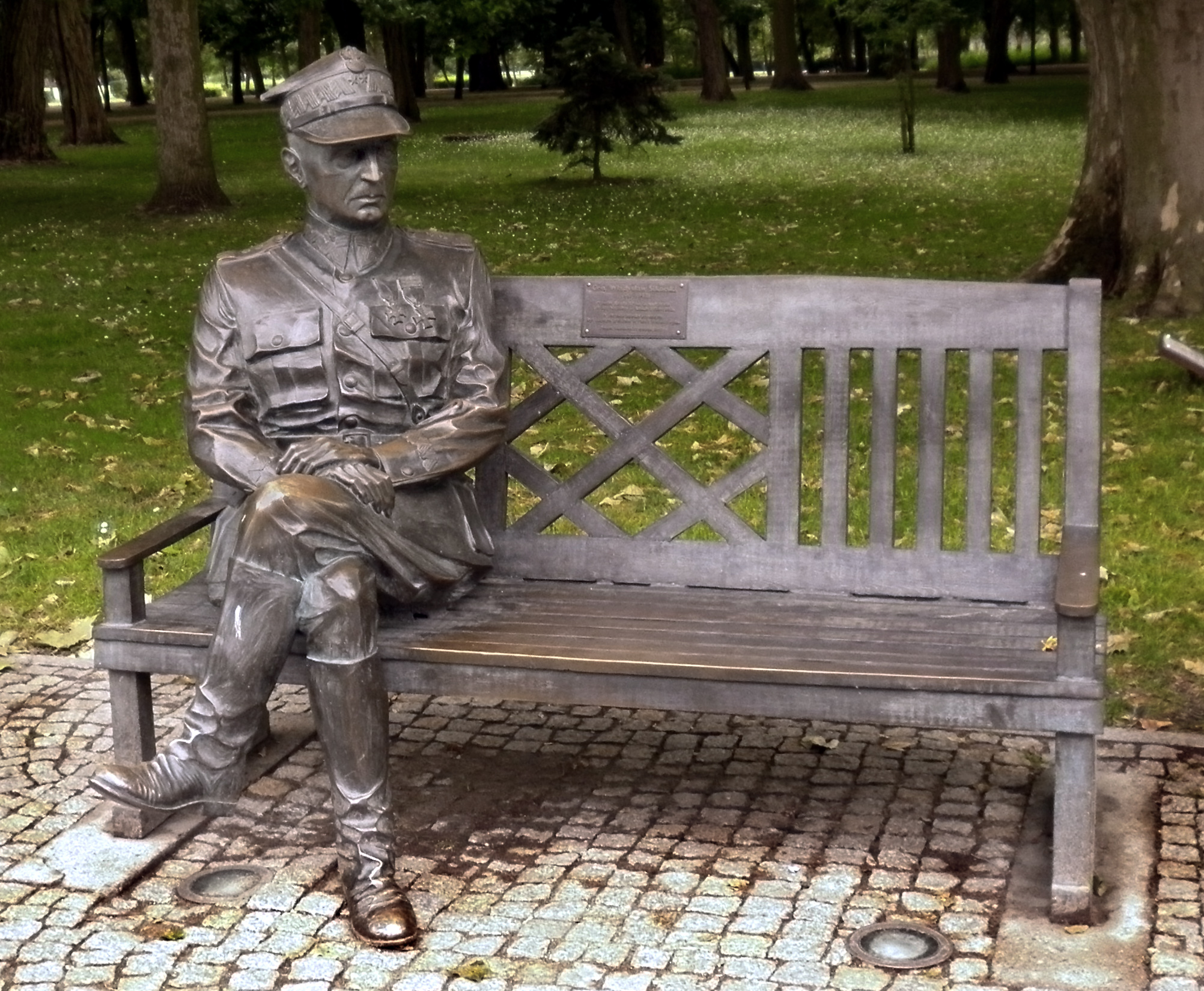
Ławeczka gen. Sikorskiego

## Administracja
Inowrocław pełni funkcję regionalnego (dla kilku okolicznych powiatów) ośrodka administracji centralnej, samorządowej i wojskowej.

### Administracja centralna
W Inowrocławiu swoje wydziały lub filie dla regionu Kujaw Zachodnich ma wiele instytucji szczebla centralnego. Należą do nich m.in.: Główny Urząd Statystyczny, Agencja Restrukturyzacji i Modernizacji Rolnictwa.

### Sądownictwo

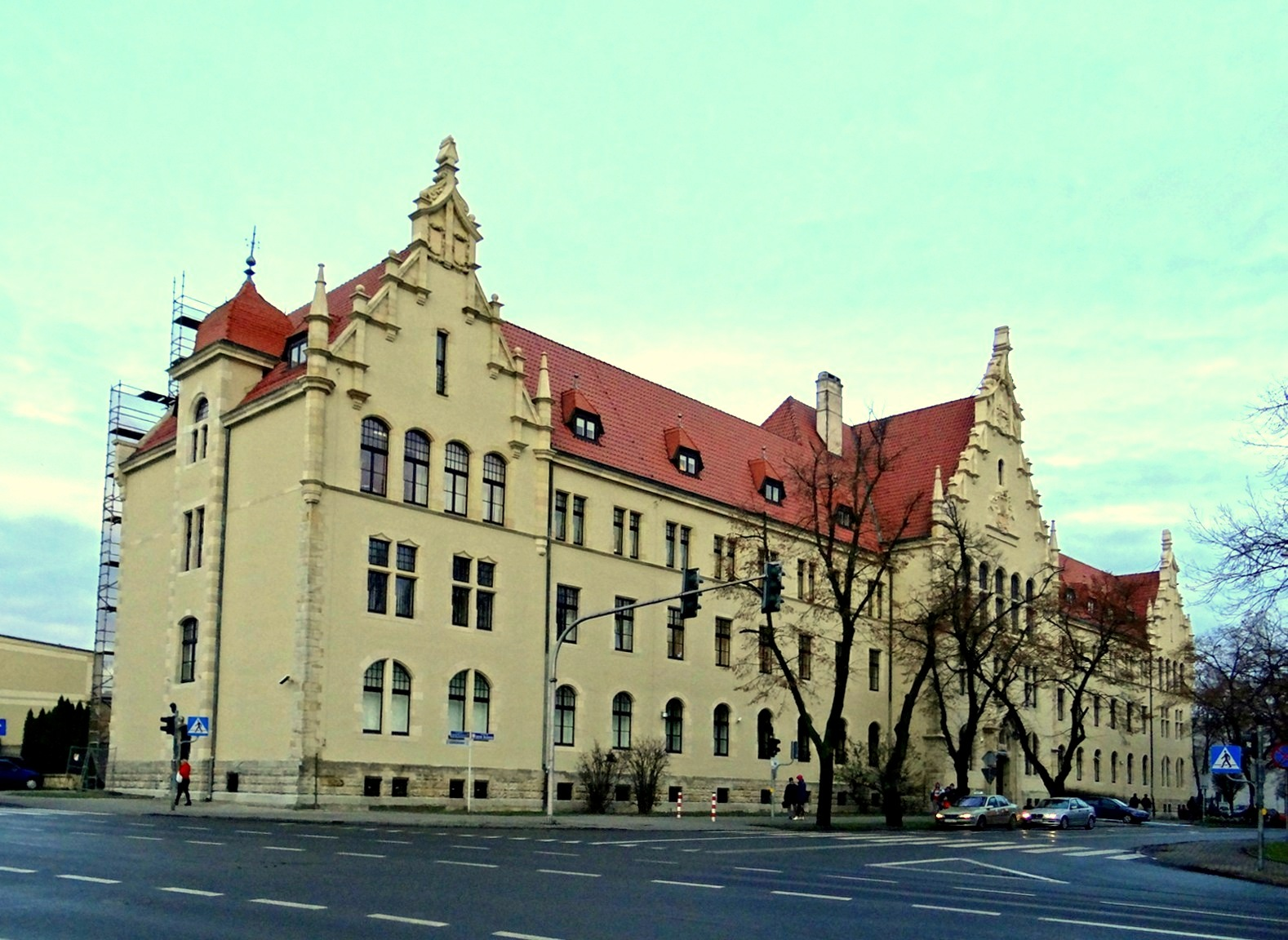
Sąd Rejonowy

Swoją siedzibę ma tu Sąd Rejonowy. Obejmuje swoim zasięgiem miasto Inowrocław oraz 7 gmin, w tym 3 miejskie, zamieszkałe przez 122 tys. obywateli polskich. Mieści się tu też Prokuratura Rejonowa.

### Administracja samorządowa
Inowrocław ma status gminy miejskiej. Na czele władz samorządowych stoi prezydent Miasta Inowrocławia – Arkadiusz Fajok, który jest organem wykonawczym. Prezydent ma dwóch zastępców. Organem uchwałodawczym jest Rada Miejska, której przewodniczącą jest Ewa Podogrodzka, zaś jej zastępcami: Rafał Lewandowski, Maria Żukowska, Jan Gaj. Inowrocław jest też siedzibą starostwa.

### Miasta Partnerskie
Inowrocław prowadzi również współpracę międzynarodową i ma miasta partnerskie. Jednym z nich od 1989 roku jest Bad Oeynhausen w Niemczech.

### Administracja wojskowa
W mieście siedzibę ma Wojskowa Komenda Uzupełnień, która swoim zasięgiem obejmuje miasto Inowrocław oraz powiaty: inowrocławski, żniński i mogileński.

## Garnizon Inowrocław

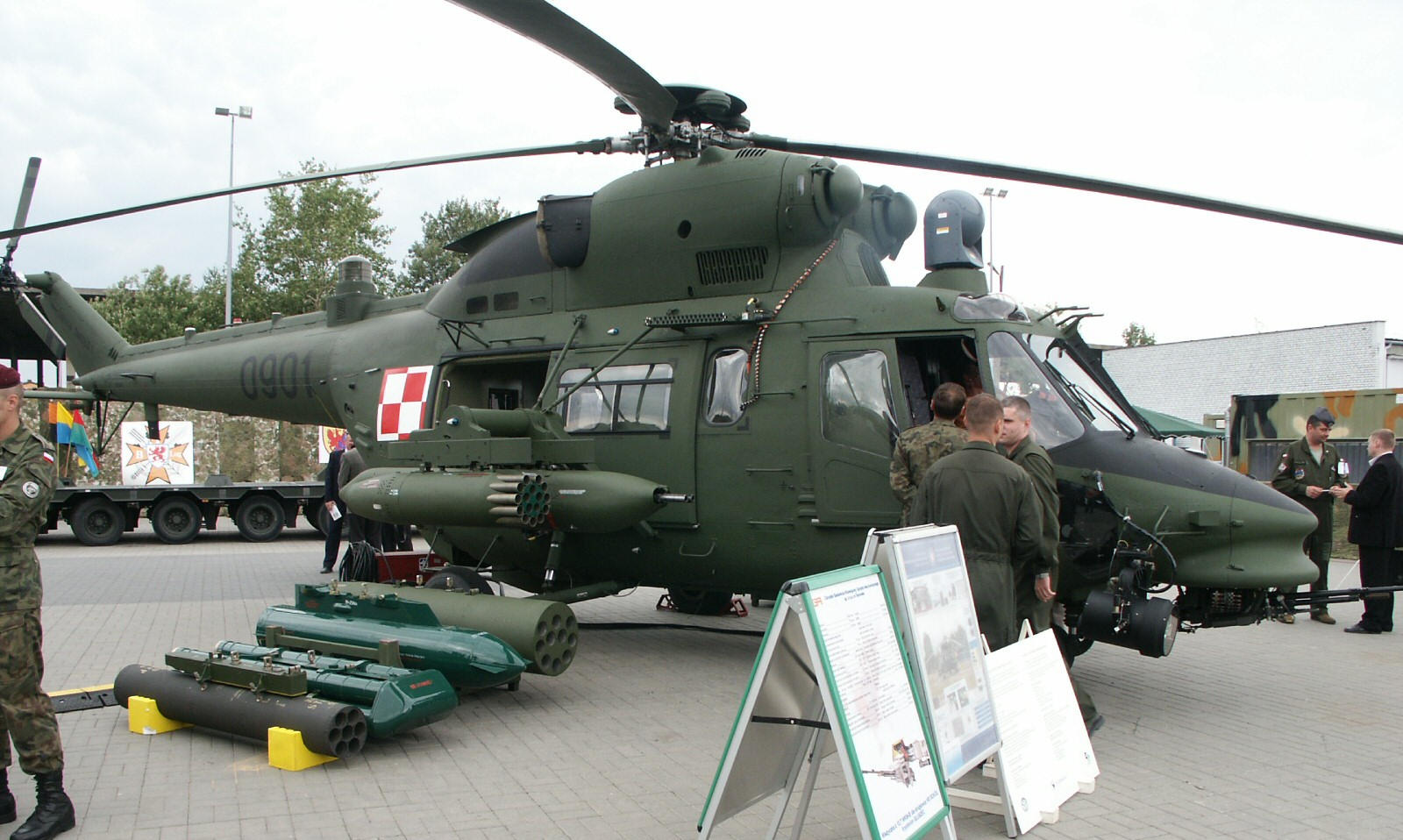
Śmigłowiec należący do brygady inowrocławskiej

Miasto jest dużym ośrodkiem wojskowym. W skład garnizonu wchodzi Wojskowy Port Lotniczy (stacjonują tu śmigłowce bojowe), brygada lotnictwa oraz pułk inżynieryjny. W przeciwieństwie do innych garnizonów w kraju, ten inowrocławski ciągle się rozrasta.
W skład Garnizonu Inowrocław wchodzą:
| Jednostka Wojskowa                                            | Dowódca                      | Adres              |
| ------------------------------------------------------------- | ---------------------------- | ------------------ |
| 2 Inowrocławski Pułk Inżynieryjny im. gen. Jakuba Jasińskiego | płk Arkadiusz Syrocki        | ul. Dworcowa       |
| 1 Brygada Lotnictwa Wojsk Lądowych                            | gen. bryg. pil. Piotr Saniuk | ul. Jacewska       |
| 56 Baza Lotnicza                                              | płk pil. Mateusz Szymański   | Inowrocław-Latkowo |
| Wojskowa Centrum Rekrutacji                                   | ppłk Andrzej Wicleben        | ul. Dworcowa       |
| Placówka Żandarmerii Wojskowej w Inowrocławiu                 | kpt. Marcin Jaworski         | ul. Dworcowa       |
| Kościół Garnizonowy                                           | ks. ppłk Władysław Włodaczyk | ul. Kopernika      |

## Uzdrowisko Inowrocław

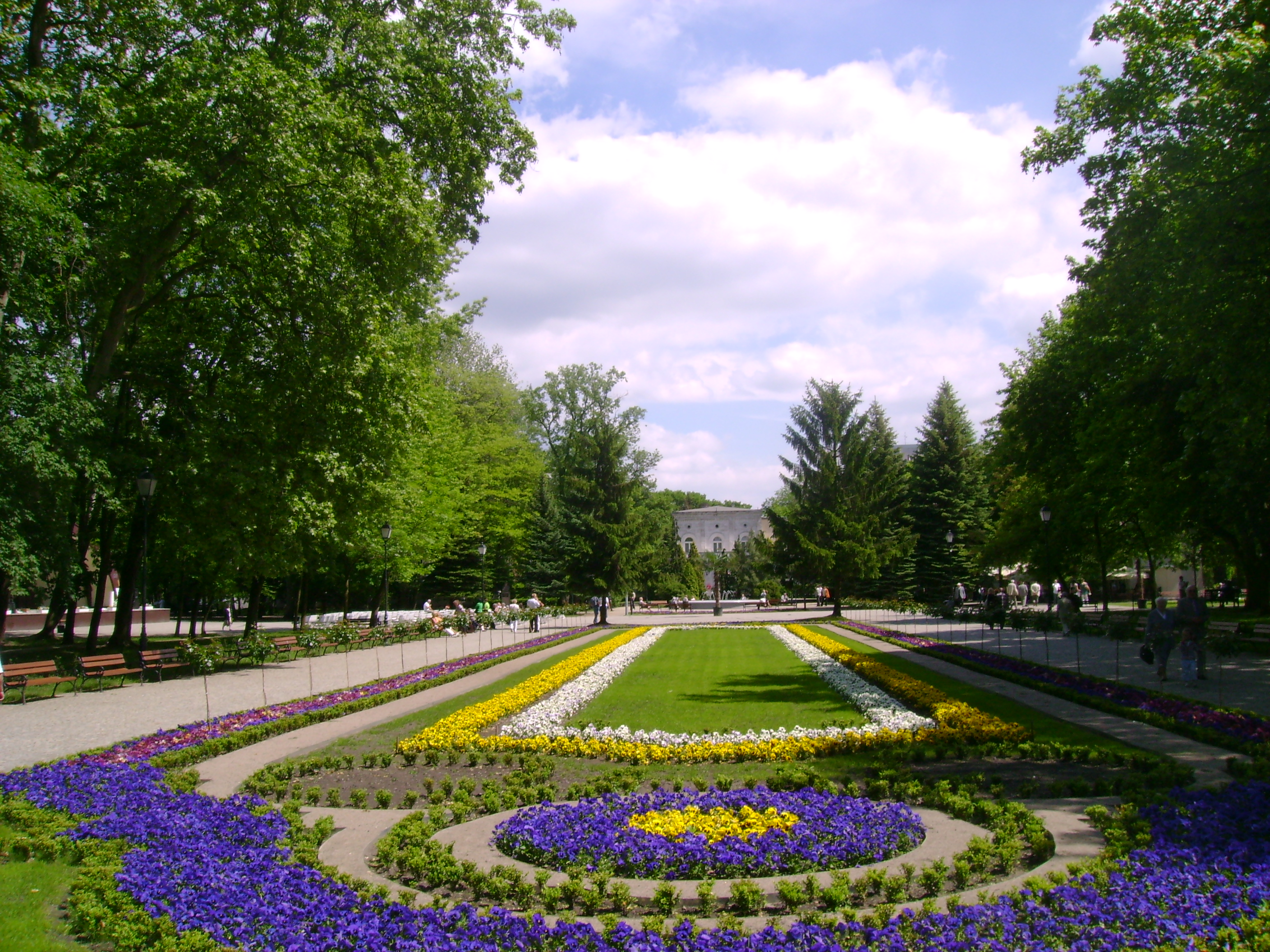
Uzdrowisko Inowrocław – dywany kwiatowe

Inowrocław znany jest jako miejscowość uzdrowiskowa. Tradycje warzenia soli sięgają na tych terenach czasów średniowiecza. Współcześnie posiada warte zwiedzenia miejsca, zgrupowane w jednym kompleksie, położonym blisko centrum, w zachodniej części miasta:
- Park Solankowy,
- Zakład Przyrodoleczniczy,
- szpitale uzdrowiskowe, branżowe,
- tężnię uzdrowiskową[44],
- Pijalnię Wód i Palmiarnię „Inowrocławianka”,
- Ogrody Papieskie (na cześć Janowi Pawłowi II),
- Ogrody Zapachów – kwiatowe, ziołowe i bylinowe,
- Termę Inowrocławską,
- Teatr Letni,
- muszlę koncertową,
- tereny rekreacyjne: korty tenisowe, park linowy, siłownię plenerową dla dorosłych, plac zabaw dla dzieci, minigolf.

## Ochrona środowiska
W 2016 roku Inowrocław okazał się najlepszy pod względem czystości powietrza spośród wszystkich 153 polskich miast ujętych w badaniu WHO (World Health Organization/ Światowa Organizacja Zdrowia). Biorąc pod uwagę stężenie rakotwórczego pyłu zawierającego PM2,5 miasto zostało uznane jedynym miastem o najczystszym powietrzu. Według „World air quality report” z 2020 r. zajmuje 89. miejsce wśród polskich miast z najbardziej zanieczyszczonym powietrzem. Rozbieżność w powyższych klasyfikacjach wiąże się z umiejscowieniem jedynej oficjalnej stacji badającej jakość powietrza w ramach Państwowego Monitoringu Środowiska, należącej do Inspekcji Ochrony Środowiska, w Parku Solankowym. Wyniki jej pomiarów nie są reprezentatywne dla całego miasta. Pomiary dokonywane przez prywatne czujniki powietrza, rozmieszczone w różnych dzielnicach Inowrocławia, wskazują, że w niektórych miejscach w mroźne, bezwietrzne dni odnotowuje się przekroczenia norm dla pyłów PM10 i PM2,5 o ponad 1000 procent. Problem zanieczyszczonego powietrza, zagrażającego zdrowiu mieszkańców i kuracjuszy, potwierdził raport Najwyższej Izby Kontroli w 2024 r.

## Kultura

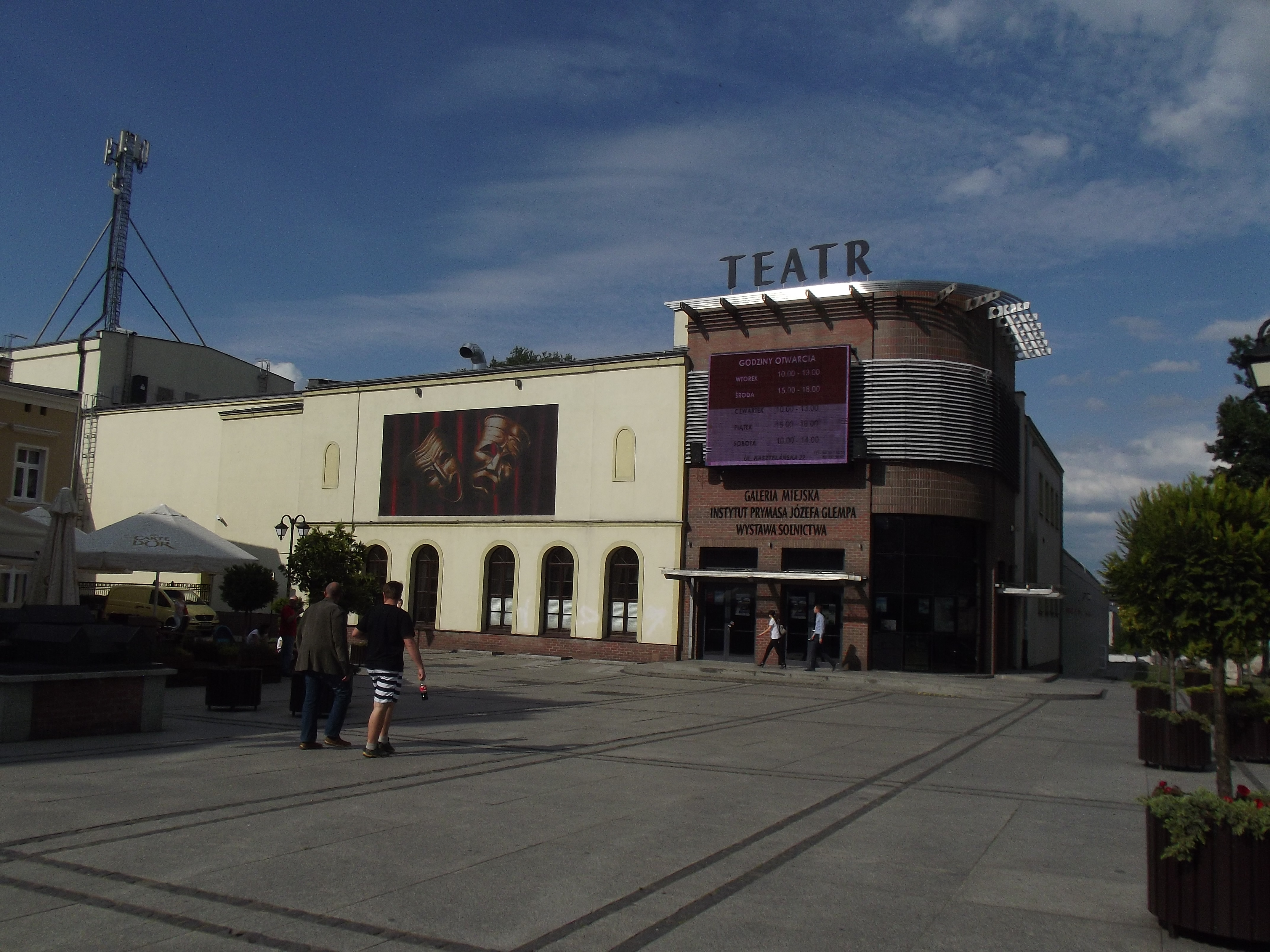
Teatr Miejski

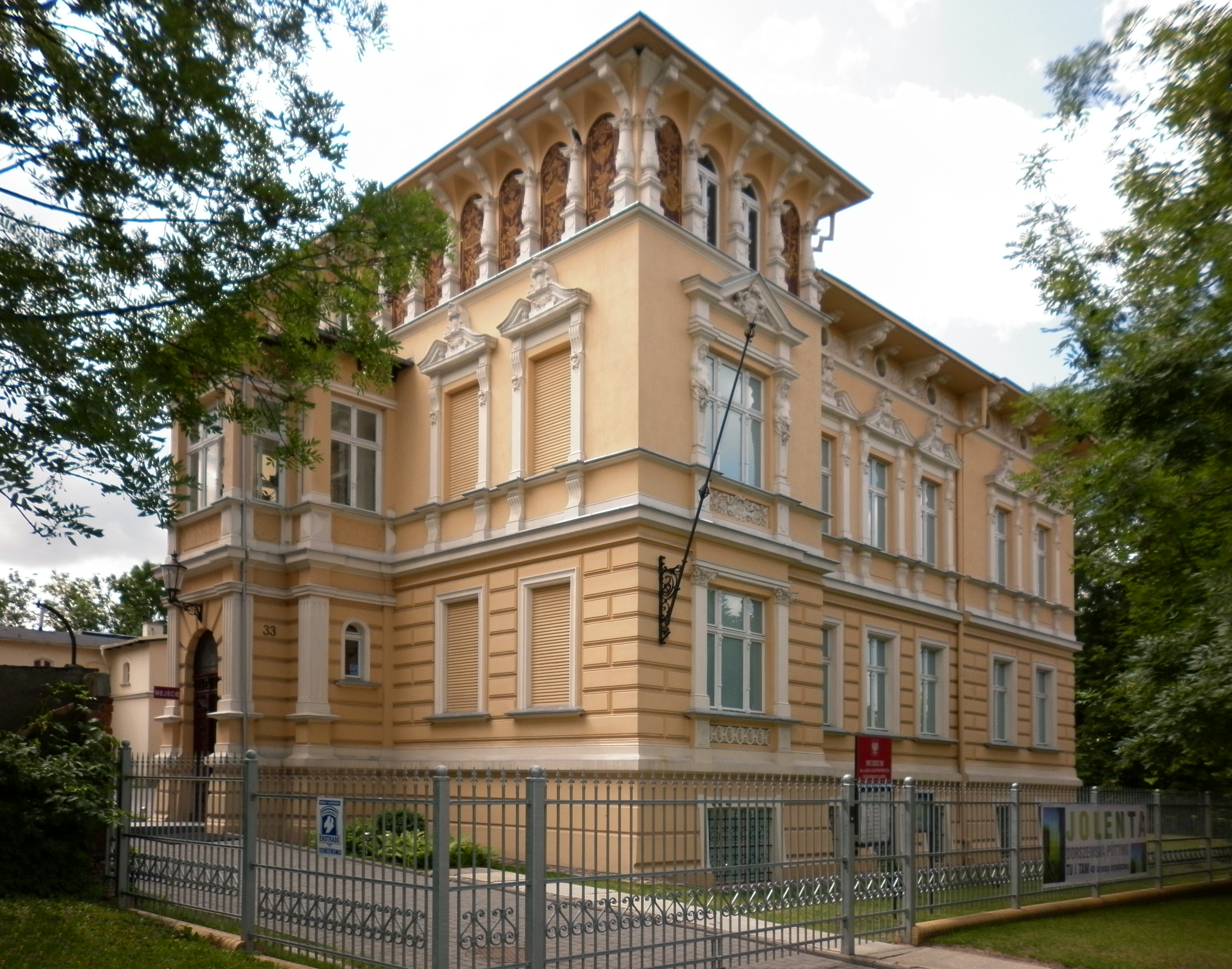
Muzeum im. Jana Kasprowicza

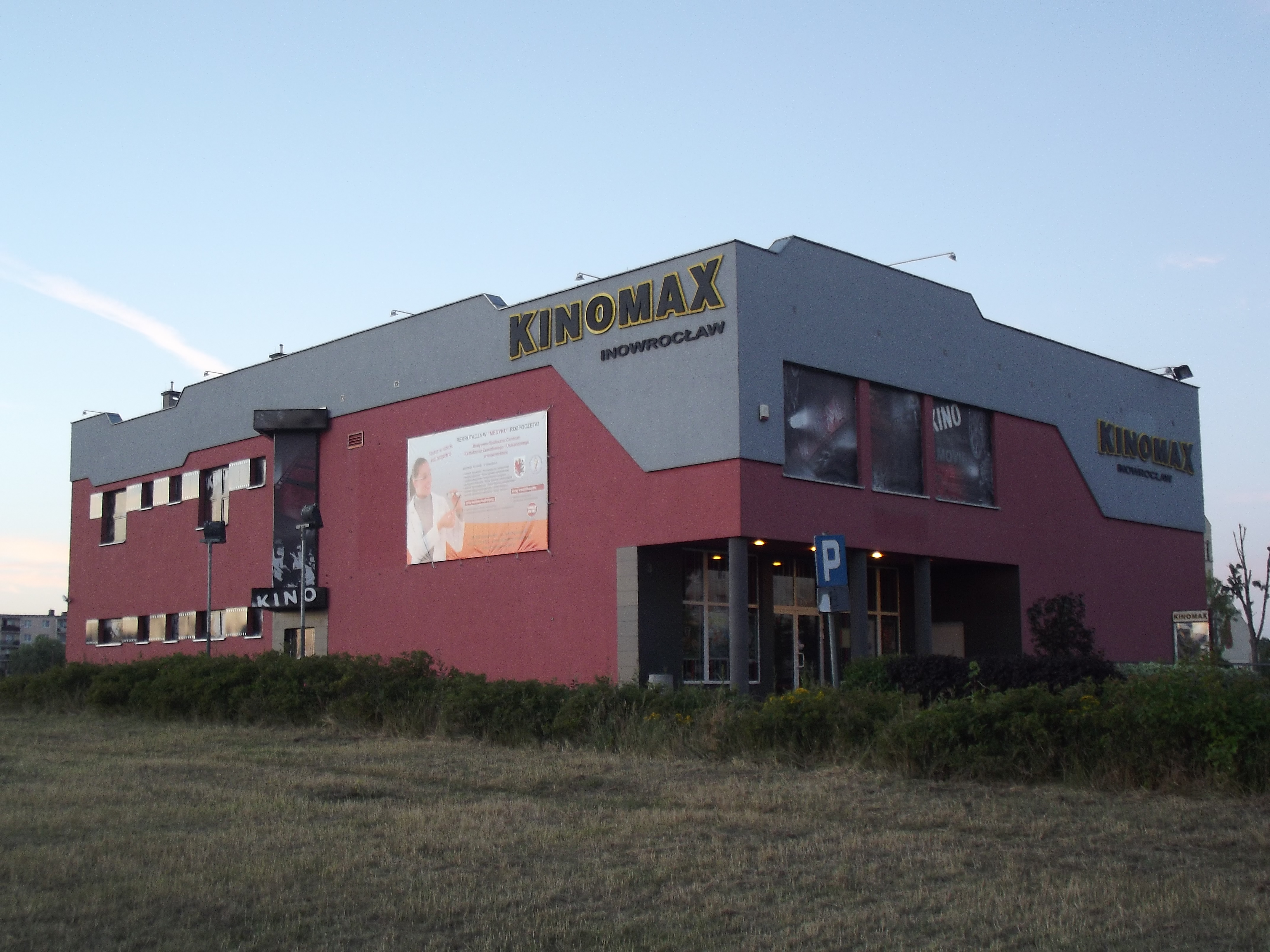
Kino „Kinomax”

Inowrocław pełni funkcję ponadregionalnego ośrodka kultury. Odbywają się tu cykliczne imprezy o zasięgu krajowym i regionalnym, m.in.: Ogólnopolski Przegląd Młodzieżowych Orkiestr Dętych, Ino-Rock Festival, #KochamiRozumiem, Arlekinada (Ogólnopolski Festiwal Małych Form Teatralnych), Przegląd Chórów Województwa Kujawsko-Pomorskiego „Wiosna w Solankach”, Kujawski Festiwal Pieśni Ludowej, Wojewódzki Konkurs Krasomówczy „Tu jestem”. W mieście działa Stowarzyszenie Dom Artysty.
Najważniejsze instytucje kultury w mieście (w porządku alfabetycznym):
- Biblioteka Miejska im. Jana Kasprowicza
- Kino „Kinomax”[53]
- Kujawskie Centrum Kultury, w którego strukturze działa Teatr Miejski i Instytut Prymasa Józefa Glempa[54]
- Młodzieżowy Dom Kultury im. Janusza Korczaka[55]
- Muzeum im. Jana Kasprowicza z główną siedzibą przy ul. Solankowej i Domem Rodziny Jana Kasprowicza w Szymborzu[56]
- Ośrodek Sportu i Rekreacji[57]
- Państwowa Szkoła Muzyczna I i II st. im. Juliusza Zarębskiego z Salą Koncertową im. Ireny Dubiskiej[58]

## Baza noclegowa
Inowrocław jako miasto uzdrowiskowe ma dobrze rozwiniętą bazę noclegową. Znajdują się tu hotele świadczące usługi o wysokiej jakości. W Inowrocławiu znajdziemy następujące hotele:
- Hotel „Park” **
- Hotel „Bast” ***
- Hotel „Focus Premium” ****
- Platinum Apartamenty

Poza tym można zarezerwować miejsca w „Solanki” Uzdrowisko Inowrocław, czy w sanatorium „Energetyk”, „Modrzew”, „Oaza”, „Przy Tężni” oraz w licznych pensjonatach.

## Turystyka
Wizytówką miasta jest uzdrowiskowy 85-hektarowy Park Solankowy. Znajdują się w nim kolorowe dywany kwiatowe, na które wysadza się rocznie ponad 110 tysięcy sadzonek kwiatów. W zachodniej części parku znajduje się tężnia solankowa, jeden z trzech tego typu w Polsce obiektów lecznictwa zdrojowego, mająca kształt dwóch połączonych wieloboków.
Od 1 sierpnia 2011 r. do każdej z najważniejszych atrakcji Inowrocławia prowadzi figura średniowiecznego żaka (5 figur), która w swojej postaci ma przypominać o czasach świetności miasta. Wykonane są z brązu, w wysokości ponad metr, przedstawione w ruchu. Autorem rzeźb jest Wojciech Mendzelewski z pracowni Pro-Art z Lublina.
Z Inowrocławiem związani są: Jan Kasprowicz, Stanisław Przybyszewski, Stanisław Szenic, Maria Konopnicka, gen. Władysław Sikorski, Stefan Starzyński, Józef Unrug oraz Janusz Kusociński, Roman Bartoszcze, Piotr Bartoszcze, Michał Bartoszcze.

## Związki wyznaniowe

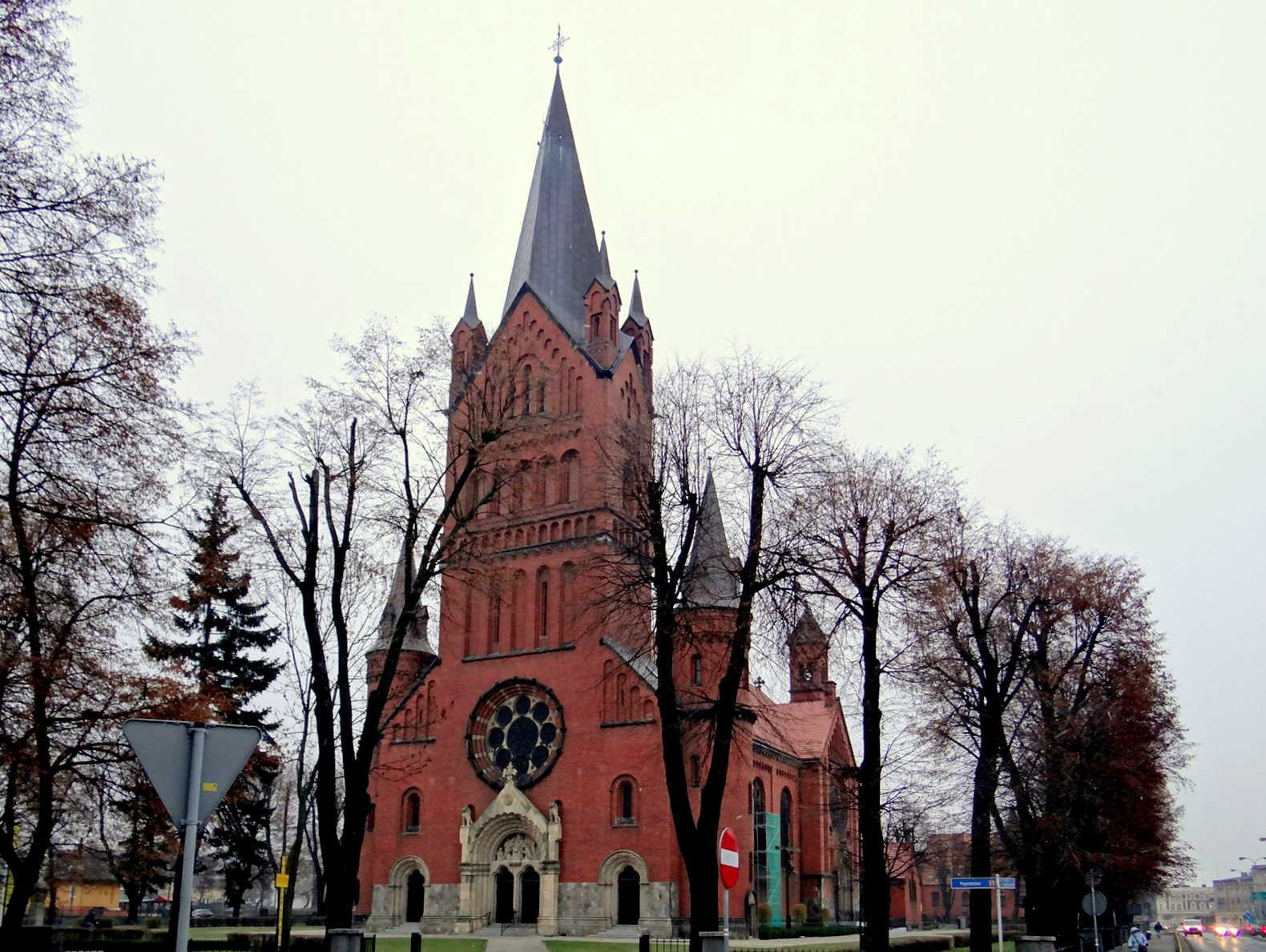
Kościół pw. Zwiastowania NMP

Na terenie Inowrocławia działalność prowadzą następujące związki wyznaniowe:

### Katolicyzm
- Kościół rzymskokatolicki:
  - Parafia pw. Imienia Najświętszej Maryi Panny, bazylika mniejsza[59]
  - Parafia pw. Zwiastowania Najświętszej Maryi Pannie[59]
  - Parafia pw. św. Krzyża[59]
  - Parafia pw. św. Królowej Jadwigi[60]
  - Parafia pw. Chrystusa Miłosiernego[60]
  - Parafia pw. św. Mikołaja[60]
  - Parafia pw. Ducha Świętego[60]
  - Parafia pw. Opatrzności Bożej[60]
  - Parafia pw. św. Antoniego Padewskiego[60]
  - Parafia pw. św. Józefa[59]
  - Parafia wojskowa św. Barbary i św. Maurycego (kościół garnizonowy pw. św. Maurycego i św. Barbary)[59]
    - Kościół Franciszkański w Inowrocławiu (nieistniejący)
- Kościół greckokatolicki:
  - placówka duszpasterska w Inowrocławiu, nabożeństwa prowadzone są w kaplicy Oblubienicy Ducha Świętego znajdującej się w dolnej części budynku kościoła rzymskokatolickiego Świętego Ducha[61]

### Protestantyzm
- Chrześcijańska Wspólnota Ewangeliczna:
  - Kościół „Droga” w Inowrocławiu[62]
- Kościół Adwentystów Dnia Siódmego w RP:
  - zbór w Inowrocławiu[63]
- Kościół Ewangelicko-Metodystyczny w RP:
  - parafia w Inowrocławiu[64]
- Kościół Ewangelicznych Chrześcijan:
  - zbór w Inowrocławiu[65]
- Kościół Zielonoświątkowy w RP:
  - Zbór „Syloe”[66]
- Mesjańskie Zbory Boże (Dnia Siódmego):
  - punkt misyjny w Inowrocławiu podległy zborowi w Warszawie[67]

### Restoracjonizm
- Świadkowie Jehowy
  - Zbór Inowrocław-Południe[68]
  - Zbór Inowrocław-Wschód[68]
  - Zbór Inowrocław-Zachód[68]

## Gospodarka

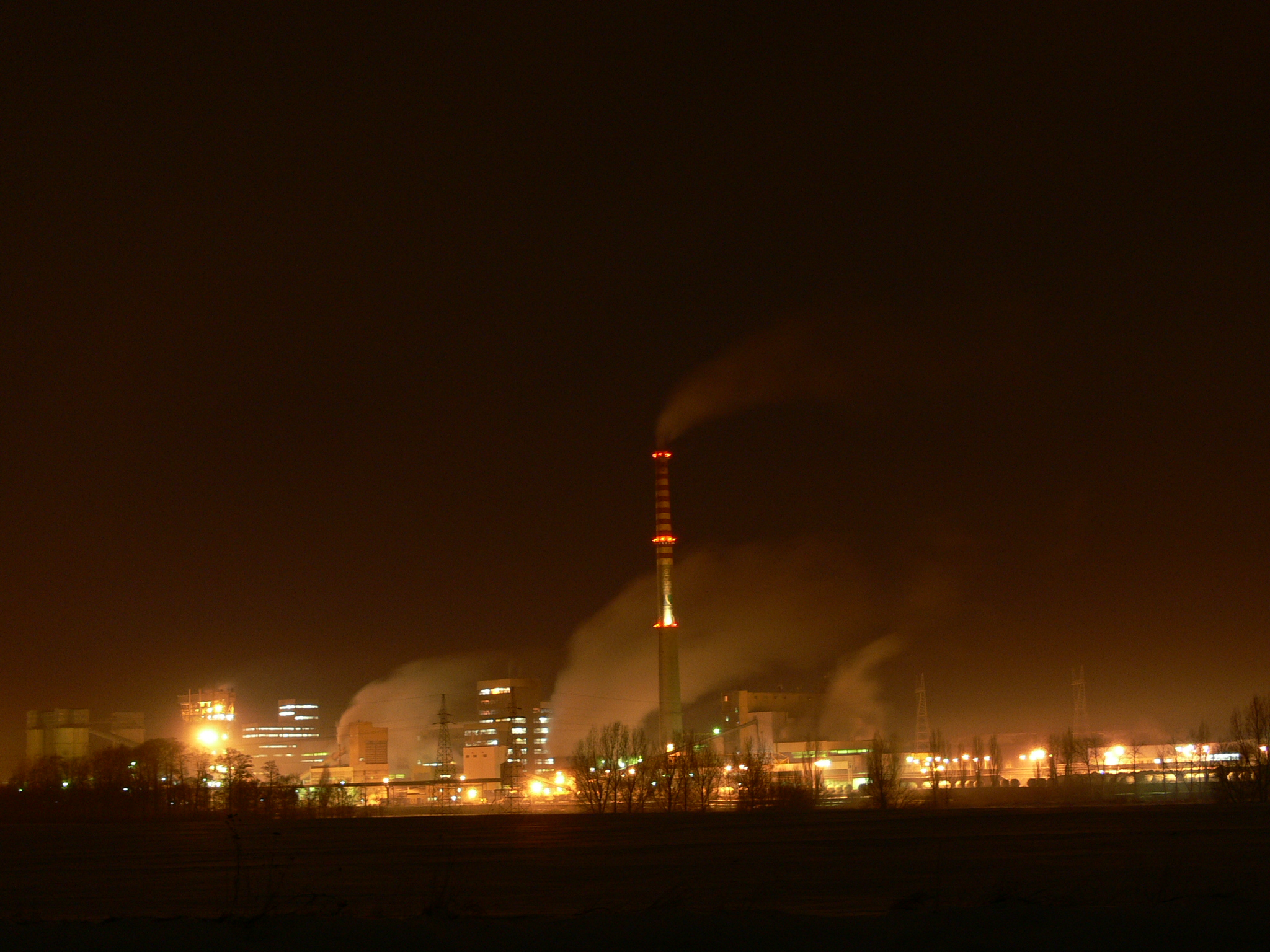
Inowrocławskie Zakłady Chemiczne Soda Mątwy wieczorem

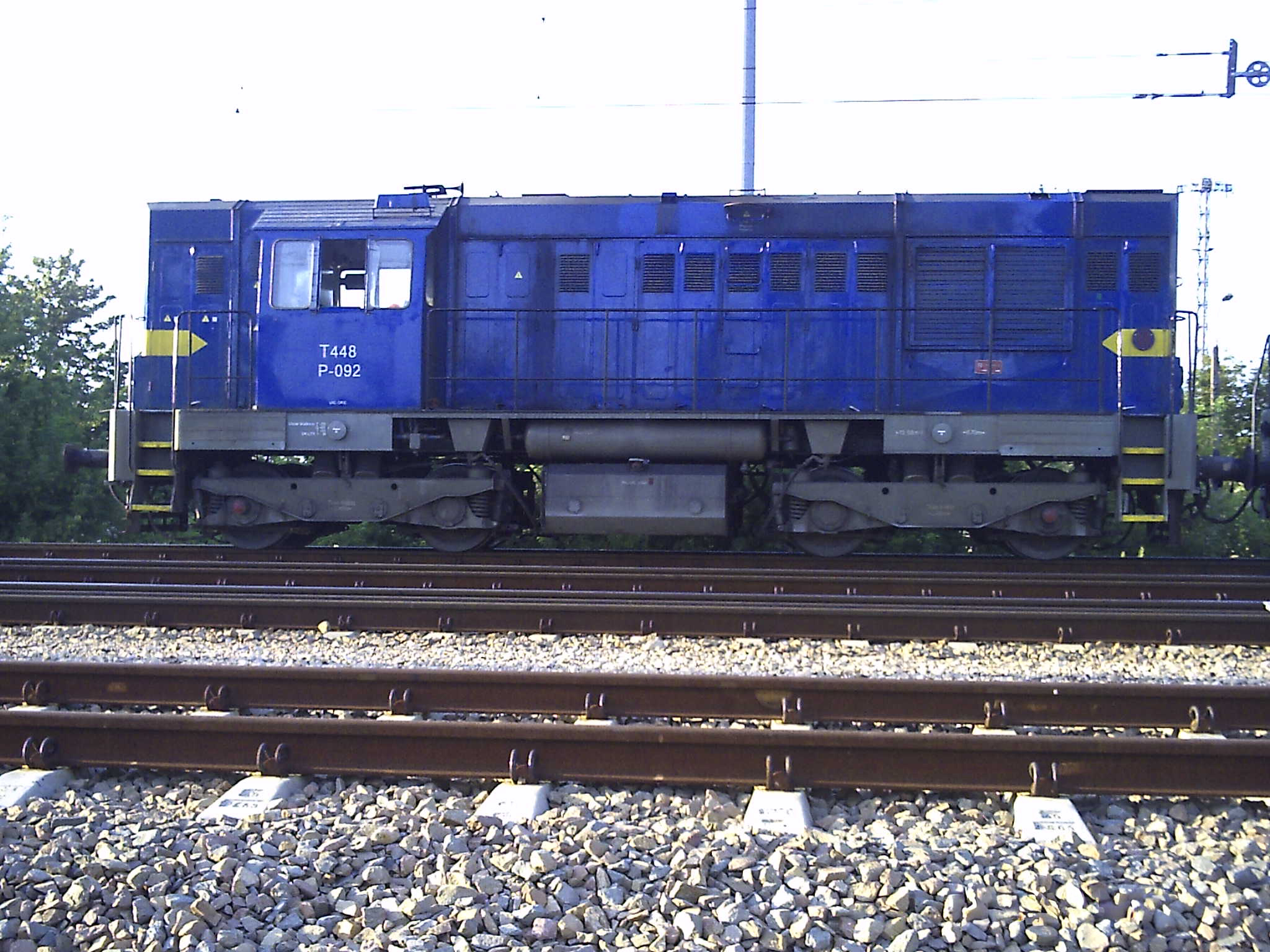
Lokomotywa T448P-092, należąca do firmy Transoda, która ma swoją siedzibę w Inowrocławiu

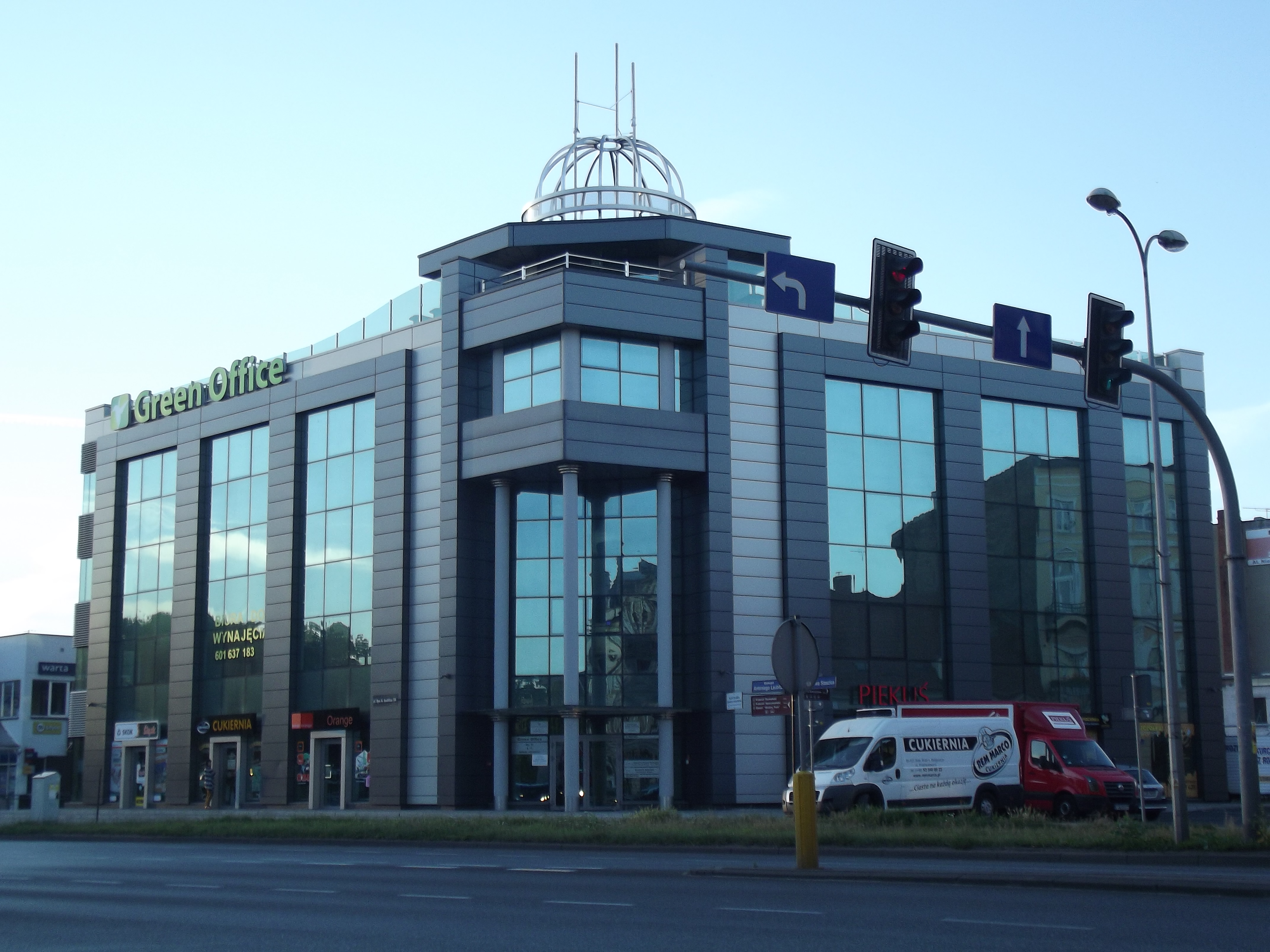
Biurowiec „Green Office” w centrum miasta

Inowrocław jest jednym z ważniejszych ośrodków gospodarczych w województwie kujawsko-pomorskim. Rozwinięty jest przemysł chemiczny, maszynowy, metalowy, poligraficzny i spożywczy. Do największych zakładów na terenie miasta należą:
- Inowrocławskie Zakłady Chemiczne „Soda-Mątwy” S.A. – zakłady produkują sodę kalcynowaną, kredę strącaną i chlorek wapnia,
- Inowrocławskie Kopalnie Soli „Solino” S.A. Grupa Orlen – producent soli i solanki,
- Inofama S.A.,
- Zakład Poligraficzno-Wydawniczy „Pozkal” – Drukarnia Kujawska,
- Drukarnia Druk-Intro S.A.,
- Drukarnia Polprint,
- Drukarnia Ekspres,
- Centrostal Inowrocław,
- Kujawska Spółdzielnia Mleczarska Cuiavia.

W latach 1928–1986 w mieście funkcjonowała Kopalnia Soli „Solno”, która została zlikwidowana w 1986 roku ze względu na zagrożenie wodne. Huta Szkła Gospodarczego „Irena” zaprzestała produkcji, a jej budynki od roku 2023 są wyburzane.
W południowej części miasta znajduje się wielki zespół osadników Inowrocławskich Zakładów Chemicznych Soda Mątwy, tzw. „Białe morze”. Z innych przedsiębiorstw wyróżnić można: Mostodrog, Drogi i Mosty, HT Tioplast Polska, Druk-Intro, Filar, Lematit, Joaga, Modina, Barbara Luijcx.
Rozwinięty jest sektor handlu i usług. W mieście swe siedziby ma wiele oddziałów banków, towarzystw ubezpieczeniowych, firm leasingowych i doradczych, funkcjonują liczne ośrodki handlu detalicznego i hurtowego, punkty usługowe, serwisy, istnieje kilkanaście stacji benzynowych i hipermarketów.
8 maja 2013 otwarto największe centrum handlowe w Inowrocławiu – Galerię Solną.
Wybudowano tu Regionalną Instalację Przetwarzania Odpadów Komunalnych, która produkuje, między innymi, tzw. paliwo elektryczne.

## Transport

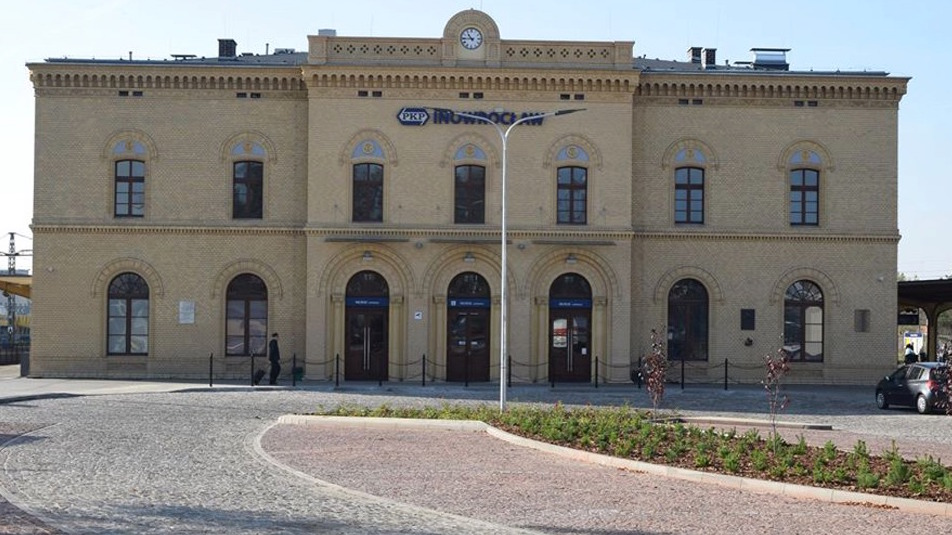
Dworzec PKP w Inowrocławiu

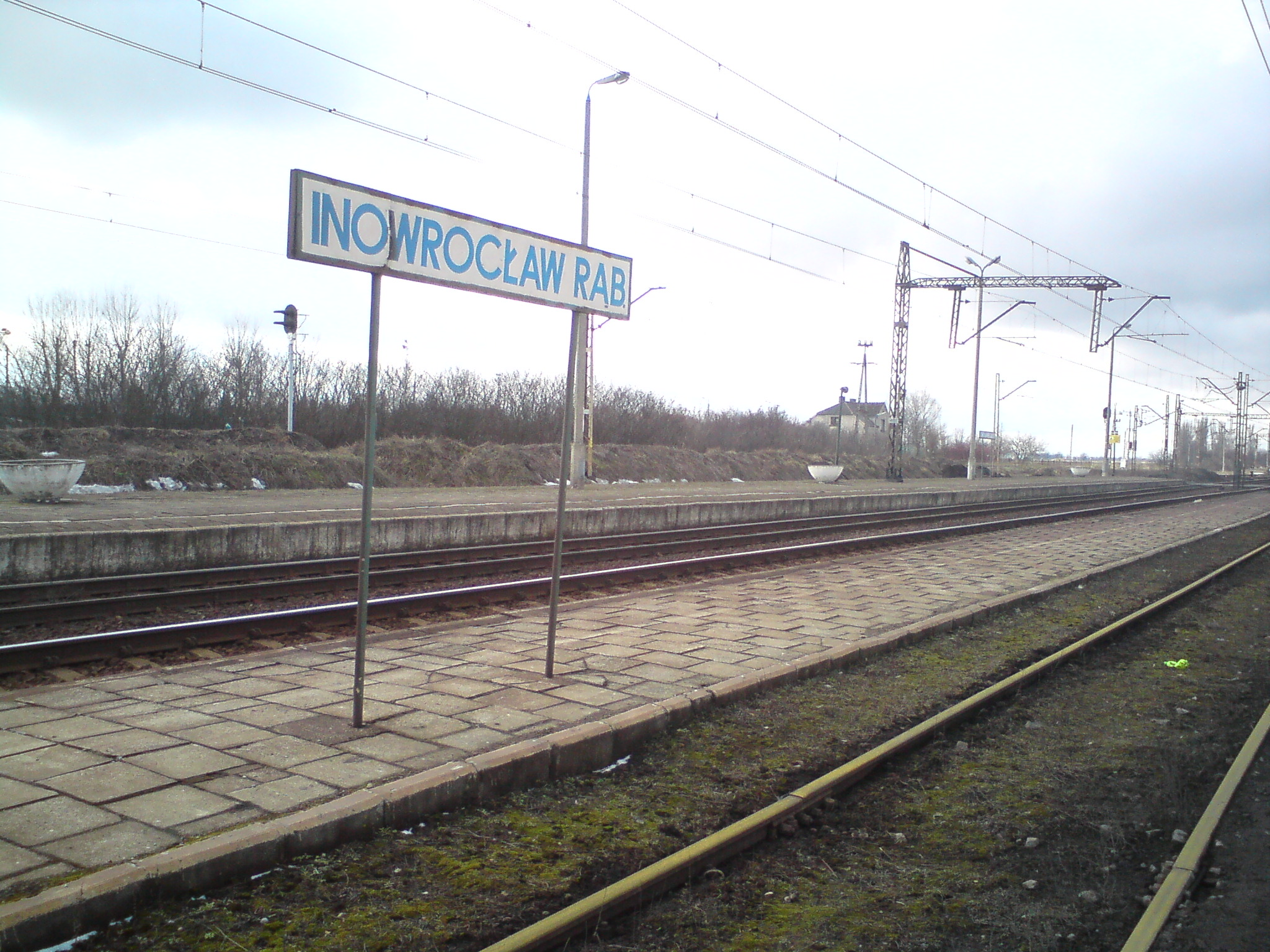
Peron na stacji Inowrocław Rąbinek

### Transport drogowy
W Inowrocławiu krzyżują się też drogi krajowe i wojewódzkie:
- 15 Ornowo k. Ostródy – Toruń – Inowrocław – Gniezno – Września – Jarocin – Krotoszyn – Milicz – Trzebnica
- 25 Bobolice – Bydgoszcz – Konin – Kalisz – Ostrów Wielkopolski – Sokołowice k. Oleśnicy
- 251 Inowrocław – Żnin – Wągrowiec
- 252 Inowrocław – Włocławek

W sąsiednich Tupadłach znajduje się węzeł drogi DK25 z drogą wojewódzką nr 412 Tupadły – Kruszwica.
17 lipca 2017 oddano do użytku liczący prawie 19 km wschodni odcinek obwodnicy miasta, zbudowany w l. 2014-2017. 30 października 2019 otwarto 5-kilometrowy odcinek północny, łączący węzeł w Latkowie z węzłem w Sławęcinku, położony na drodze krajowej nr 25. Umowa na realizację tego odcinka została podpisana z konsorcjum firm Kobylarnia i Mirbud w 2017 i opiewała na ponad 94 mln zł.

### Transport kolejowy
Początki kolei żelaznych w Inowrocławiu sięgają II połowy XIX wieku. 26 maja 1872 otwarto 45,4 km 2-torową linię kolejową Inowrocław-Bydgoszcz Główna. 15 sierpnia 1873 zakończono 2-letnią budowę i uruchomiono 366,4 km częściowo 2-torową linię kolejową Poznań Wschód – Inowrocław – Korsze. W marcu 1933 uruchomiono 156,1 km 1-torową linię Zduńska Wola Karsznice – Inowrocław. W II połowie XX w. sukcesywnie elektryfikowano najważniejsze linie kolejowe przebiegające przez Inowrocław. W latach 1965–1974 zelektryfikowano całą 492 km 2-torową linię kolejową Chorzów Batory-Inowrocław-Tczew. W latach 1976–1990 zelektryfikowano całą linię kolejową Poznań Wschód – Inowrocław – Korsze.
Obecnie Inowrocław jest ważnym węzłem kolejowym o znaczeniu ogólnokrajowym. Leży na szlaku łączącym północ kraju z południem. Przez Bydgoszcz i Toruń łączy bowiem Gdańsk, Gdynię i Olsztyn ze wszystkimi dużymi miastami na południu. Największe znaczenie towarowe ma zelektryfikowana magistrala węglowa łącząca Gdynię z Chorzowem, poprzez to z innymi miastami konurbacji katowickiej. Od grudnia 2013 r. z Inowrocławia do Gdańska najszybsze pociągi docierają w ciągu około 2 godzin, a z Inowrocławia do Poznania w około godzinę.
Na dworcu głównym w Inowrocławiu zatrzymują się wszystkie pociągi pasażerskie.
Linie kolejowe w Inowrocławiu:
- Linia 353 – Poznań Wschód – Skandawa
- Linia 131 – Chorzów Batory – Tczew
- Linia 742 – Inowrocław – Inowrocław Rąbinek
- Linia 206 – Inowrocław Rąbinek – Drawski Młyn
- Linia 231 – Inowrocław Rąbinek – Mogilno

### Komunikacja miejska

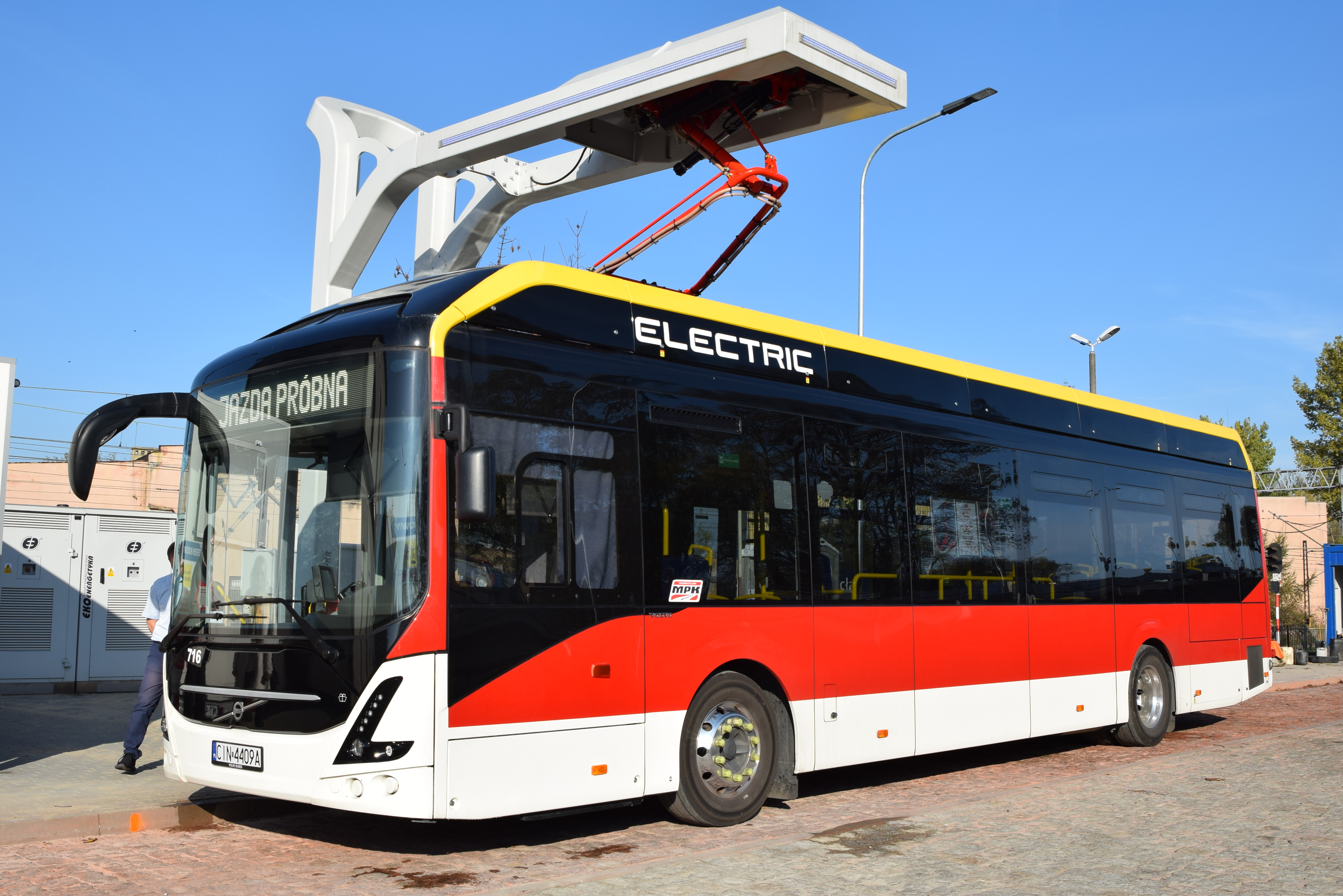
Autobus MPK Inowrocław podczas ładowania za pomocą pantografu zlokalizowanego przy dworcu PKP.

Komunikacja Miejska w Inowrocławiu jest prekursorem rozwiązań proekologicznych dla transportu publicznego. W ostatnich latach MPK sp. z o.o. wspólnie z Miastem Inowrocław zrealizowało kilka dużych projektów, w ramach których zakupiono 28 nowoczesnych autobusów. Spółka obsługuje 9 linii w mieście i była pierwszym miastem w Polsce z taborem składającym się w 100% z pojazdów nisko i zero emisyjnych. Na terenie znajduje się 4 pantografy służące do szybkiego ładowania autobusów elektrycznych, pasażerowie mogą korzystać z biletomatów, nowych wiat przystankowych oraz tablic wyposażonych w elektroniczny system informacji pasażerskiej.
Miejskie Przedsiębiorstwo Komunikacyjne sp. z o.o. w Inowrocławiu zajęło 8. miejsce w Ogólnopolskim Rankingu Najlepszych Przedsiębiorstw Komunikacji Miejskiej.
Dawniej, w latach 1912–1962 w Inowrocławiu kursowały tramwaje. Jeden tramwaj, taki jaki kursował w mieście (typ Konstal N) na pamiątkę został jako pomnik ustawiony przy wylocie ul. św. Ducha na Rynku.

### Komunikacja autobusowa
Główny dworzec autobusowy znajdował się przy placu Kasprowicza w centrum miasta, niedaleko uzdrowiska i dworca kolejowego; w 2020 jego budynek został wyburzony. Transport autobusowy poza miasto do innych miejscowości zapewniają takie firmy jak:
- Kujawsko-Pomorski Transport Samochodowy w Inowrocławiu (dawniej PKS)
- Nadgoplańska Komunikacja Autobusowa (NKA) w Kruszwicy
- Jan-Trans w Janikowie
- MatBud w Pakości
- Sprint-Trans w Piechcinie
- Prywatny przewoźnik autobusowy w Osieku Wielkim (Osiek Wielki – Jaszczółtowo – Rojewo – Orłowo – Inowrocław)

### Transport lotniczy
W mieście znajduje się Lotnisko Inowrocław miejscowego Aeroklubu Kujawskiego.
W 2012 przy ul. Poznańskiej otwarto sanitarne lądowisko.

## Bezpieczeństwo
Inowrocław jest bardzo dużym miastem, dlatego na terenie miasta działają odpowiednie służby, których celem jest zachowanie porządku i bezpieczeństwa. Z wielu możemy tu wyróżnić najważniejsze:
| Rodzaj Służby | Służba                  | Jednostki                                  | Adres                                               |
| ------------- | ----------------------- | ------------------------------------------ | --------------------------------------------------- |
| Ratownicza    | Państwowa Straż Pożarna | JRG 1, JRG 2                               | ul. Poznańska (JRG1), ul. Skłodowskiej-Curie (JRG2) |
| Ratownicza    | Zakładowa Straż Pożarna | JOT ZSP „Soda Mątwy”-Soda Polska Ciech     | ul. Fabryczna                                       |
| Ratownicza    | Wojskowa Straż Pożarna  | JRG przy 56 Bazie Lotniczej w Inowrocławiu | ul. Jacewska                                        |
| Ratownicza    | Pogotowie Ratunkowe     | Stacja Pogotowia Ratunkowego               | ul. Toruńska                                        |
| Ratownicza    | Pogotowie Ratunkowe     | Stacja Pogotowia Ratunkowego               | ul. Poznańska                                       |
| Ratownicza    | Szpital                 | Szpital Powiatowy                          | ul. Poznańska                                       |
| Porządkowa    | Policja                 | Komenda Powiatowa Policji                  | ul. Toruńska                                        |
| Porządkowa    | Straż Miejska           | Straż Miejska w Inowrocławiu               | ul. Narutowicza                                     |
| Porządkowa    | Straż Ochrony Kolei     | Posterunek Straży Ochrony Kolei            | ul. Dworcowa                                        |
| Porządkowa    | Żandarmeria Wojskowa    | Posterunek Żandarmerii Wojskowej           | ul. Dworcowa                                        |
| Inna          | Służba Więzienna        | Areszt Śledczy Inowrocław                  | ul. Narutowicza                                     |

### Szpital Wielospecjalistyczny im. dr. Ludwika Błażka w Inowrocławiu

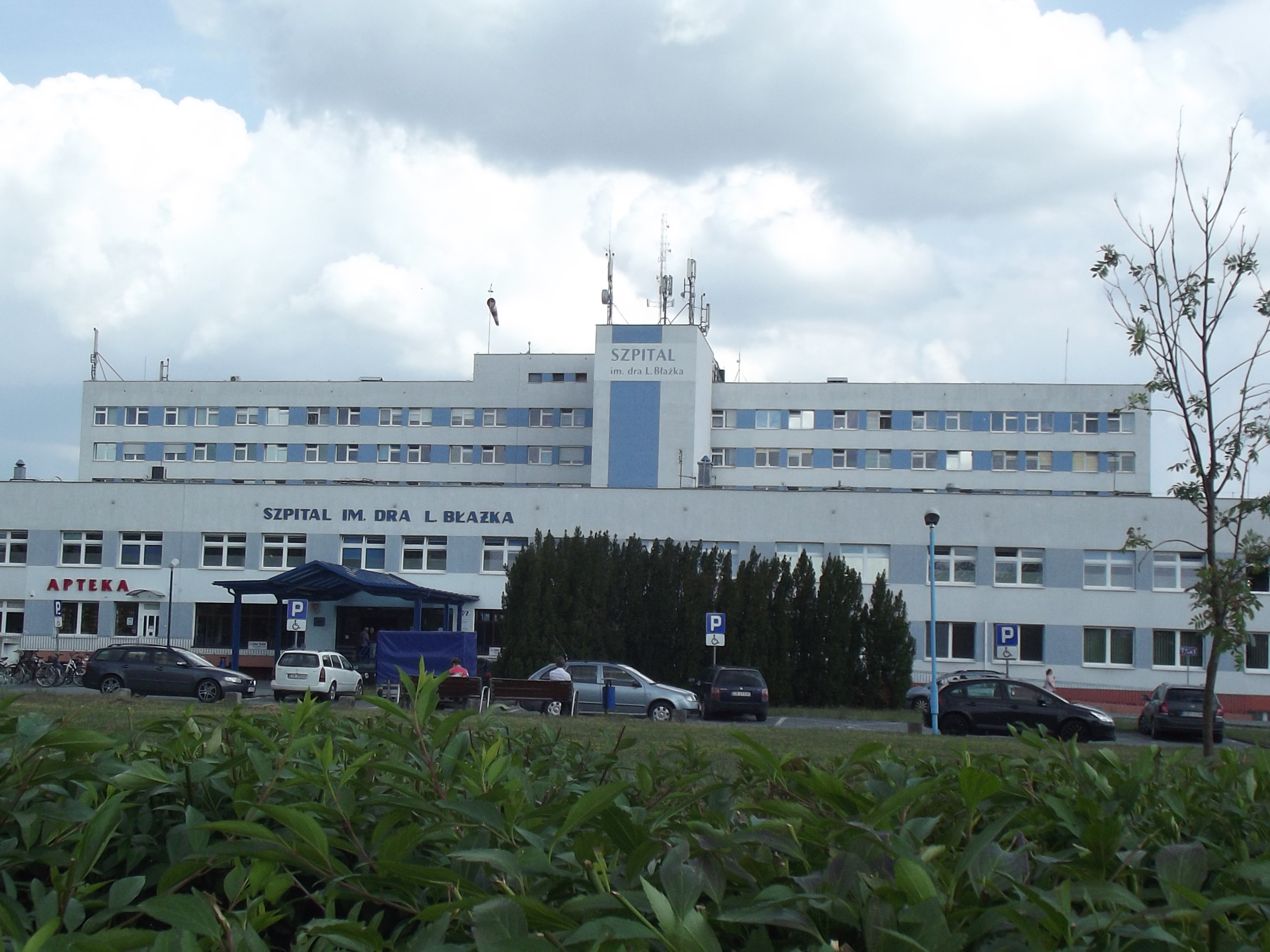
Szpital Wielospecjalistyczny im. dr. L. Błażka

Jeden z największych szpitali w województwie kujawsko-pomorskim. Mieści się w 6-piętrowym budynku przy ulicy Poznańskiej w samym centrum miasta. Placówka jest klasyfikowana w rankingu gazety „Rzeczpospolita” jako 3 najlepszy szpital w województwie i 23 najlepszy szpital w kraju (na ok. 350 placówek). Znajdują się tu następujące oddziały: anestezjologii i intensywnej terapii, chirurgii urazowej i ortopedii, dziecięcy, kardiologiczny, oddział intensywnego nadzoru kardiologicznego, pracownia hemodynamiki, laryngologiczny, neurologiczny, oddział udarowy, noworodkowy, dwa oddziały chirurgiczne, oddział ratunkowy i izba przyjęć, okulistyczny, opieki paliatywnej, położniczo – ginekologiczny, urologii i onkologii urologicznej, dwa oddziały wewnętrzne.
Znajduje się tu 27 poradni.
Patronem szpitala jest doktor Ludwik Błażek. Był to wybitny chirurg, wieloletni ordynator oddziału chirurgii, a także dyrektor tutejszego szpitala.
Przy szpitalu, od strony zachodniej, znajduje się Skwer PCK, gdzie w 2019 roku postawiono pomnik z okazji 100-lecia PCK.

## Oświata
- Szkoły wyższe
  - Wyższa Szkoła Przedsiębiorczości im. Księcia Kazimierza Kujawskiego w Inowrocławiu ul. Kiełbasiewicza 7 (budynek gimnazjum nr 2) studia I stopnia: kryminologia, administracja.
  - Wyższa Szkoła Gospodarki w Bydgoszczy, Wydział Zarządzania i Nauk Społecznych w Inowrocławiu – studia I stopnia na kierunkach: zarządzanie, logistyka, rachunkowość, pedagogika, fizjoterapia. Studia II stopnia na kierunkach: pedagogika, rachunkowość.

Od 2007 roku przy WSG w Inowrocławiu funkcjonuje Uniwersytet Trzeciego Wieku.
- Szkoły podstawowe
  - nr 1 im. św. Wojciecha – os. Toruńskie
  - nr 2 im. Panny Maryi – os. Toruńskie
  - nr 4 im. Janusza Kusocińskiego – os. Rąbin
  - nr 5 im. Józefa Krzymińskiego – os. Rąbin
  - nr 6 im. Mikołaja Kopernika – os. Nowe
  - nr 8 im. 4 Kujawskiego Pułku Artylerii Lekkiej – os. Piastowskie
  - nr 9 im. Marii Skłodowskiej-Curie – os. Mątwy
  - nr 10 im. Jana Kasprowicza – os. Szymborze
  - nr 11 im. Stefana Batorego – os. Piastowskie
  - nr 14 im. Zygmunta Wilkońskiego – os. Nowe
  - Szkoła Podstawowa Integracyjna im. Powstańców Wielkopolskich – os. Rąbin
  - nr 16 im. Jana Pawła II – os. Toruńskie
  - Katolicka Szkoła Podstawowa im. bł. Wł. Demskiego – os. Rąbin
- Licea
  - I LO im. J. Kasprowicza
  - II LO im. M. Konopnickiej
  - III Liceum Ogólnokształcące im. Królowej Jadwigi
  - IV LO im. Jana Pawła II
- Technika
  - Zespół Szkół Chemiczno-Elektronicznych im. Jana Pawła II[81]
  - Zespół Szkół Gastronomiczno-Hotelarskich im. Genowefy Jaworskiej[82]
  - Zespół Szkół Mechaniczno-Elektrycznych[83]
  - Zespół Szkół Ekonomiczno-Logistycznych[84]
  - Zespołu Szkół Budowlanych im. gen. Władysława Sikorskiego[85]
- Szkoły zawodowe
  - Zespół Szkół Zawodowych Rzemiosła przy Cechu Rzemiosł Różnych w Inowrocławiu

## Media
W Inowrocławiu mają siedzibę media o znaczeniu ponadregionalnym. Istnieją 3 stacje radiowe, kilka redakcji gazet i serwisów internetowych.
- Radio:
  - Meloradio 98,1 FM (dawniej Radio Zet Gold)
  - Radio RMF Maxx Inowrocław 90,8 FM (dawniej Radio GRA Inowrocław)
  - Radio Plus Bydgoszcz 91,6 FM
- Prasa:
  - Gazeta Pomorska (mutacja inowrocławska)
  - Express Inowrocławski (mutacja Expressu Bydgoskiego)
  - Nasze Miasto Inowrocław (wydawana przez UM)
  - Kurier Inowrocławski (darmowa gazeta wydawana co czwartek)
- Internet:
  - Portal informacyjny ki24.info
  - Portal inowroclaw.info.pl
  - Serwis regionalny kujawyzachodnie.pl (wydawany przez ATS Marketing)[86]
  - Portal inotop.pll[87]
  - Portal ino.online[88]
  - Portal inianie.pl (wydawana przez UM)[89]

## Sport

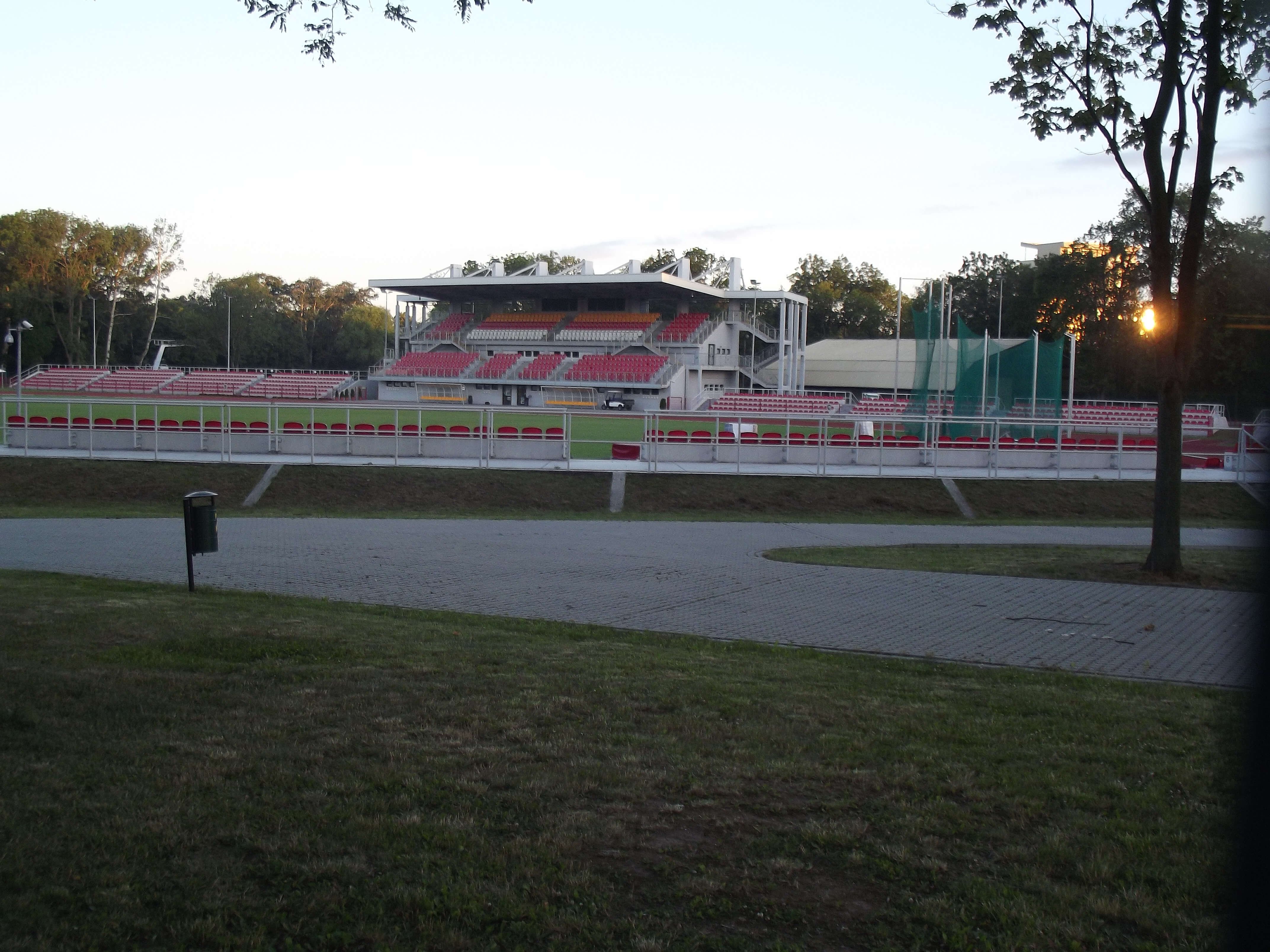
Stadion im. Inowrocławskich Olimpijczyków

Miasto Inowrocław posiada kilkanaście obiektów sportowych. Najnowocześniejszym z nich jest Stadion Miejski im. Inowrocławskich Olimpijczyków (piłkarsko-lekkoatletyczny), mniej reprezentacyjnym obiektem sportowym o przestarzałej infrastrukturze jest Stadion Miejski nr 2 w Inowrocławiu (piłkarski), oprócz nich w mieście jest wybudowana hala widowiskowo-sportowa, baseny, korty tenisowe, park linowy, ścianka wspinaczkowa, 6 orlików, skatepark oraz sezonowe lodowiska.
- motoryzacja – Automobilklub Inowrocławski, www.automobilklubinowroclawski.pl
- piłka nożna – Goplania Inowrocław, Cuiavia Inowrocław, Noteć Inowrocław, Błękitni Gesal Inowrocław, Masters Team Inowrocław
- piłka ręczna – Damy Radę Inowrocław
- piłka ręczna plażowa – Damy Radę Inowrocław
- koszykówka – Noteć Inowrocław, Sportino Inowrocław, SKS Kasprowicz Inowrocław, Domino Inowrocław
- karate – Inowrocławski Klub Sportowy Karate, Błękitni Gesal Inowrocław
- tenis stołowy – IKTS Noteć Inowrocław

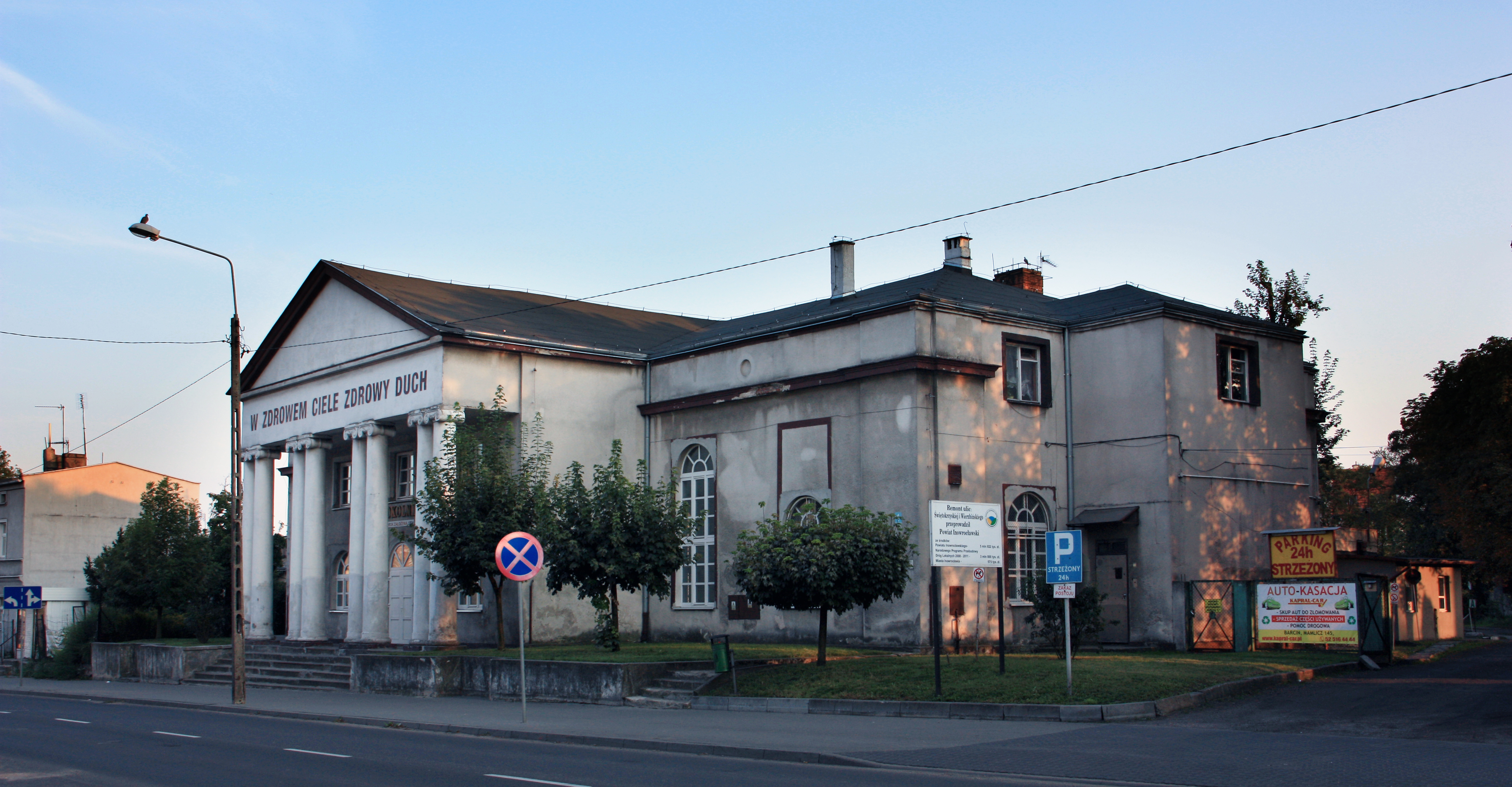
Budynek Towarzystwa Gimnastycznego „Sokół”

- tenis ziemny – Inowrocławskie Stowarzyszenie Tenisowe Sokół, Inowrocławskie Stowarzyszenie Tenisowe Goplania, Stowarzyszenie Kujawskie Centrum Tenisowe Masters, Klub Tenisowy Centrum
- lotnictwo – Aeroklub Kujawski w Inowrocławiu
- pływanie – Kryta Pływalnia „Delfin”, „Wodny Park”, „Inowrocławska Terma” oraz basen odkryty
- siatkówka – UKS „Mechanik” Inowrocław, Młodzieżowe Stowarzyszenie Piłki Siatkowej OSiR Inowrocław
- żeglarstwo – Yacht Klub Polski Inowrocław
- szachy – Inowrocławskie Towarzystwo Szachowe „Pozkal – Przydomek Inowrocław”, Błękitni Gesal Inowrocław
- boks – Cuiavia Inowrocław
- sumo – Błękitni Gesal Inowrocław
- W latach 50. XX wieku w Inowrocławiu działał klub żużlowy „Unia” Inowrocław. Zespół występował w Pomorskiej Lidze Okręgowej Żużla (dzisiejszym odpowiednikiem jest 2 liga) i rozgrywał mecze m.in. z drużynami z Bydgoszczy i Torunia. Mecze były rozgrywane na obecnym Stadionie miejskim przy ul. Wierzbińskiego. Jednak po śmiertelnym wypadku na inowrocławskim torze sekcję żużlową w mieście zlikwidowano.
- MMA i inne sporty walki – Criminal13 Fighting Division przy ul. Andrzeja 12

## Nazwa miasta
Najstarszą znaną nazwą miasta jest Novus Wladislaw; nawiązującą do imienia Władysław. Z czasem oficjalna nazwa miasta uzyskała brzmienie Juniwladislavia, a z niej w czasach Rzeczypospolitej Szlacheckiej wykształciły się spolszczone wersje: najpierw Iuniwłocław, a później Inowłocław. W latach 1904–1920 i podczas okupacji niemieckiej Hohensalza (czasami też Jungbreslau, Jungleslau).

## Sąsiednie gminy
Inowrocław, Pakość

## Odznaczenia
- Order Odrodzenia Polski III klasy (1985)[91]

### Przewodniki turystyczne
- Karol Kopeć, Ilustrowany przewodnik po Inowrocławiu i Kujawach (Kruszwica-Strzelno-Trzemeszno-Mogilno-Pakość), Inowrocław 1933
- Czesław Korczak-Ziółkowski, Liga Popierania Turystyki, Warszawa (post 1933)
- Stanisław Waszak, Przewodnik po Inowrocławiu i Kujawach (Kruszwica, Strzelno, Pakość), Inowrocław 1933
- Alfred Krysiak, „Inowrocław i Kujawy” różne wydania z różnych lat